# Colombier (édifice)
Pour les articles homonymes, voir Colombier.

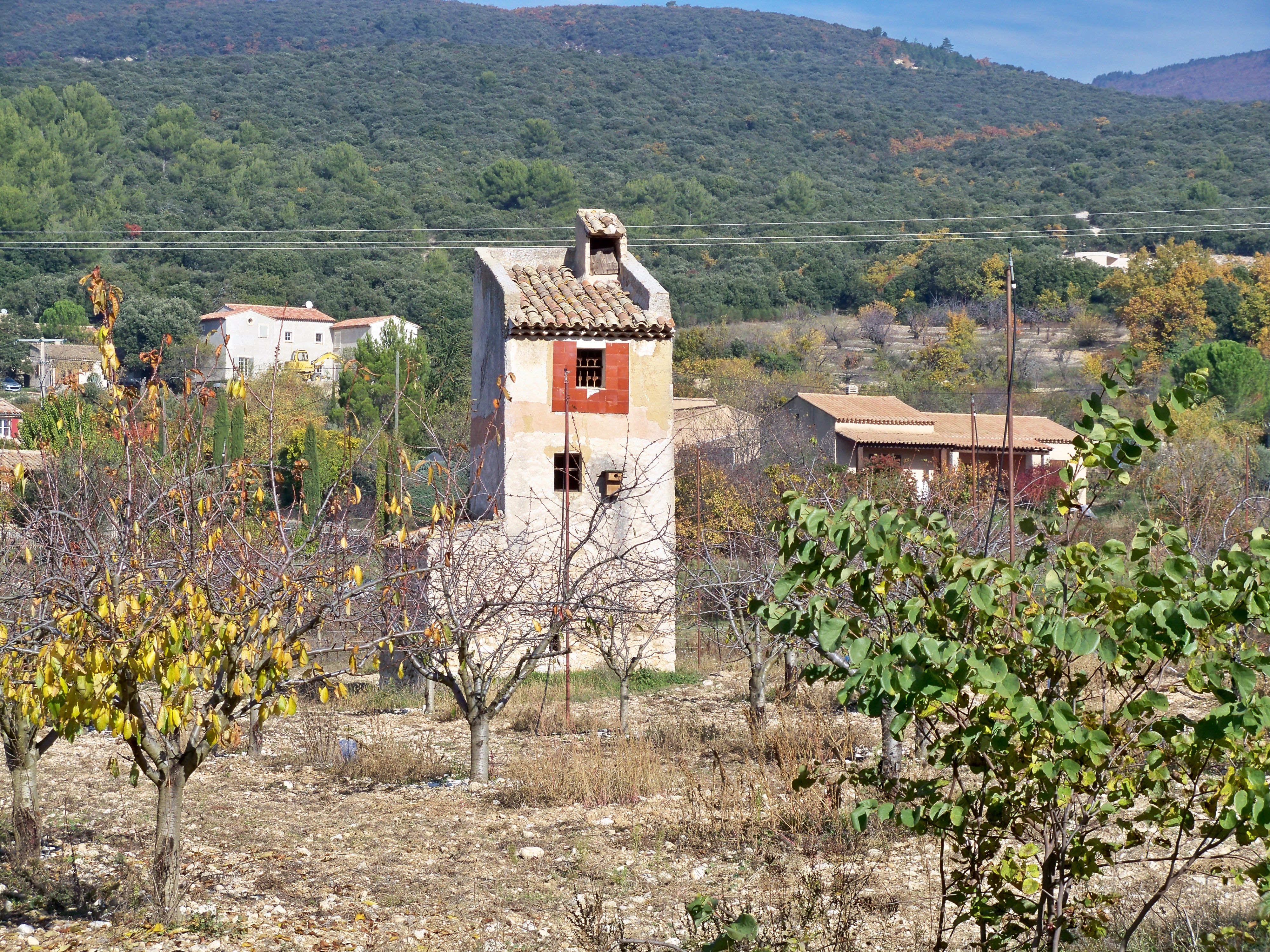
Pigeonnier en Provence, hameau des Grands-Cléments, à Villars.

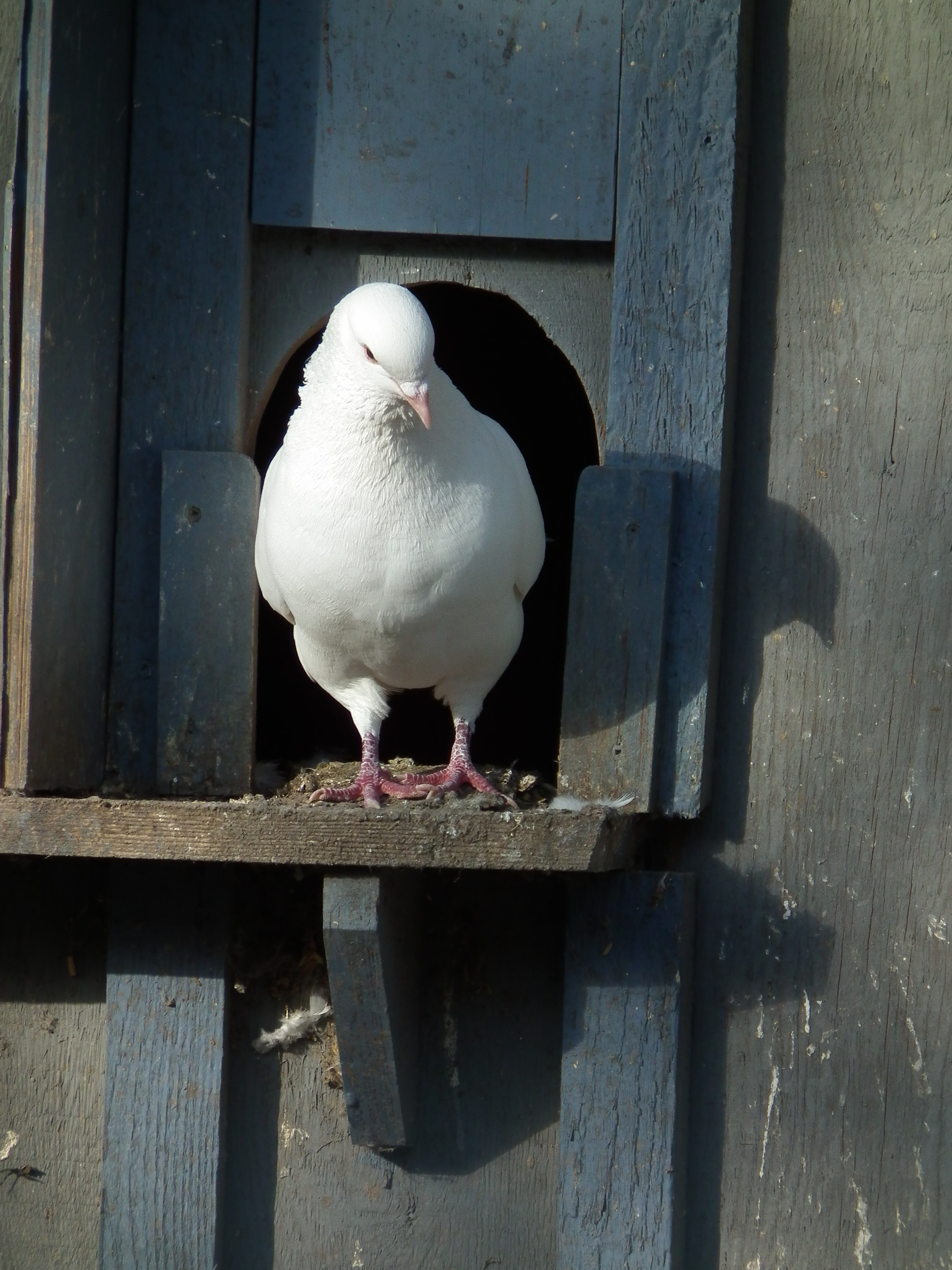
Trou d'envol d'un pigeonnier muni d'un dispositif d'obstruction du type « guillotine » avec un pigeon domestique sur la table d'envol.

Un colombier (de « colombe ») ou pigeonnier est un édifice destiné à loger et à élever des pigeons domestiques.
Le colombier, lointain héritier du colombarium romain, est nommé plus souvent pigeonnier depuis le XVIIIe siècle mais le terme de colombier peut dans une acception plus étroite désigner un pigeonnier en forme de tour, généralement indépendant des autres bâtiments, ou encore un pigeonnier destiné aux pigeons voyageurs (colombophilie). Les mutations agricoles des temps modernes, par l'introduction des cultures fourragères comme la betterave, ont condamné insensiblement l'intérêt nourricier et la rentabilité de l'élevage en colombier.
Une grande diversité architecturale caractérise les petits dérivés domestiques ou isolés du colombarium. Il existe une surprenante géographie des colombiers, avec des densités éminemment variables suivant les régions du Moyen-Orient et méditerranéennes, ou encore les contrées d'Europe occidentale. Les colombiers ont marqué les paysages en Gascogne, Quercy, Occitanie toulousaine, Provence, Touraine, Anjou, Normandie, Picardie mais aussi l'Angleterre après la conquête normande et plus tardivement en Basse Écosse, notamment sur les rives du Firth of Forth, près d'Édimbourg pendant le règne des Stuart.

## Utilisation
Le colombier est destiné à l’élevage des pigeons pour leur consommation ou pour élever des pigeons voyageurs. Au Moyen Âge il assurait pour le domaine un apport important en nourriture mais également en engrais, source de richesse pour le seigneur et ses gens.
La colombine est utilisée en fumure jusqu'au milieu du XXe siècle.
On estime qu’à la fin du XIXe siècle, la consommation annuelle de pigeons de la ville de Paris atteignait près de 2 000 000 pigeons.

## Appellation

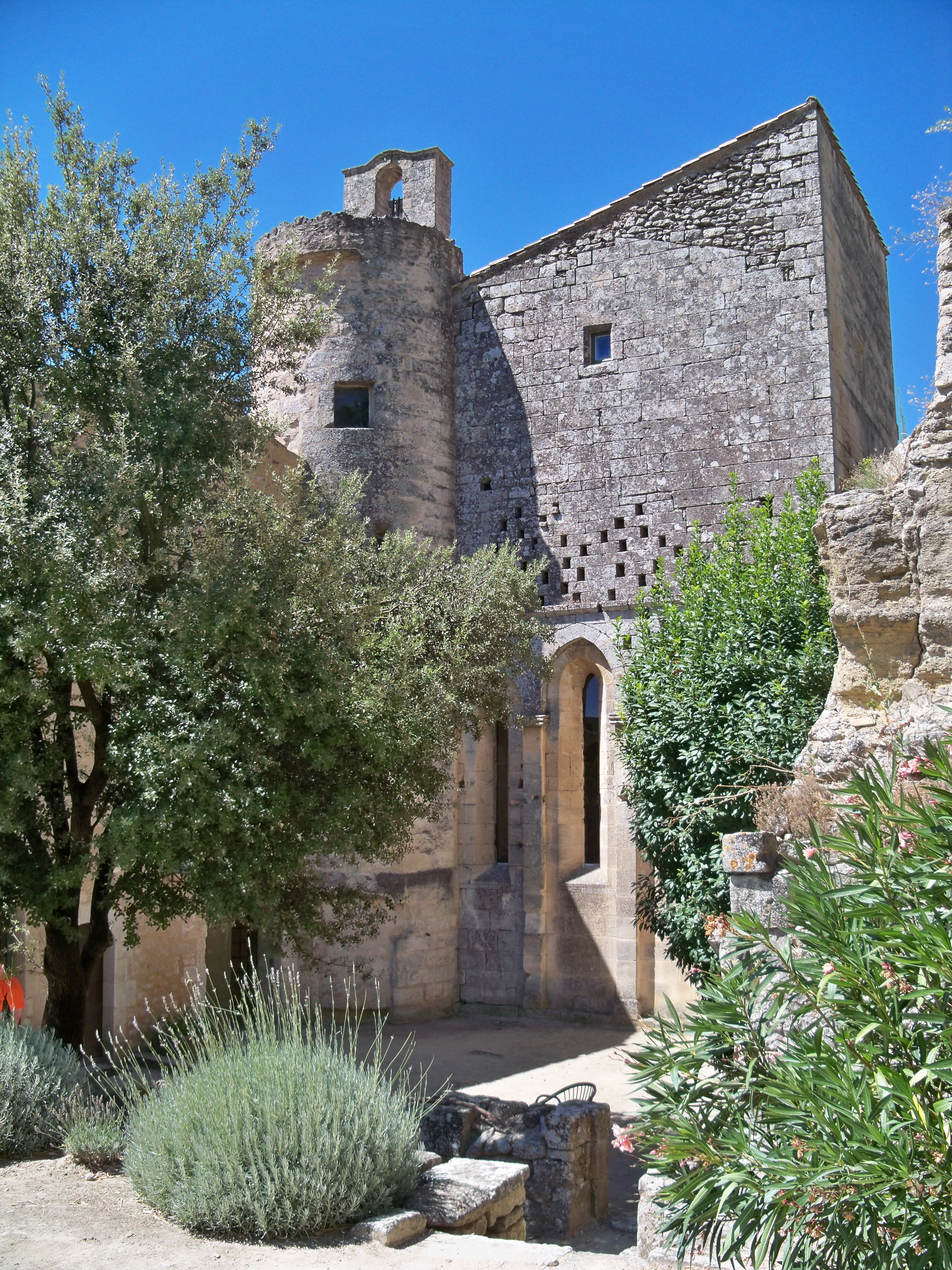
Fuie de l'abbaye Saint-Hilaire (1254) à Ménerbes.

Le colombier désigne encore les édifices de la Renaissance et du début des temps modernes.
Une variante de petite taille annexée à une tour ou à une ferme s'est appelée en latin classique fŭga et en latin populaire fūga. Un mot français fuie est attesté vers 1135 au sens de « fuite », puis à partir du XIIIe siècle de « refuge » et enfin de « volière pour les pigeons », le terme français remonte probablement au latin vulgaire fūgĭta. La fuie consiste en une petite volière qu'on ferme avec un volet et où l'éleveur particulier peut nourrir son pigeon domestique.
L'évolution gasconne de fuga, sous la forme hune, désigne un type précis de colombier de plan circulaire et couvert d’une voûte en coupole. Les hunes étaient très répandues en Gascogne, même si beaucoup ont disparu, comme en témoignent les toponymes. Dans les pays proches de la Garonne et du Midi français, couloumé dérivé de colombarium correspond à une installation domestique, c'est-à-dire à la fuie de Touraine.
Le terme « pigeonnier » est plus commun au XIXe siècle, attestant la lente obsolescence du mot colombier. La loi de 1889 sur les Animaux employés à l'exploitation des propriétés rurales utilise cependant encore le terme de colombier dans son article 6. Les deux termes peuvent être considérés comme quasi-synonymes: le pigeonnier peut s'apparenter à une simple volière.

## Historique

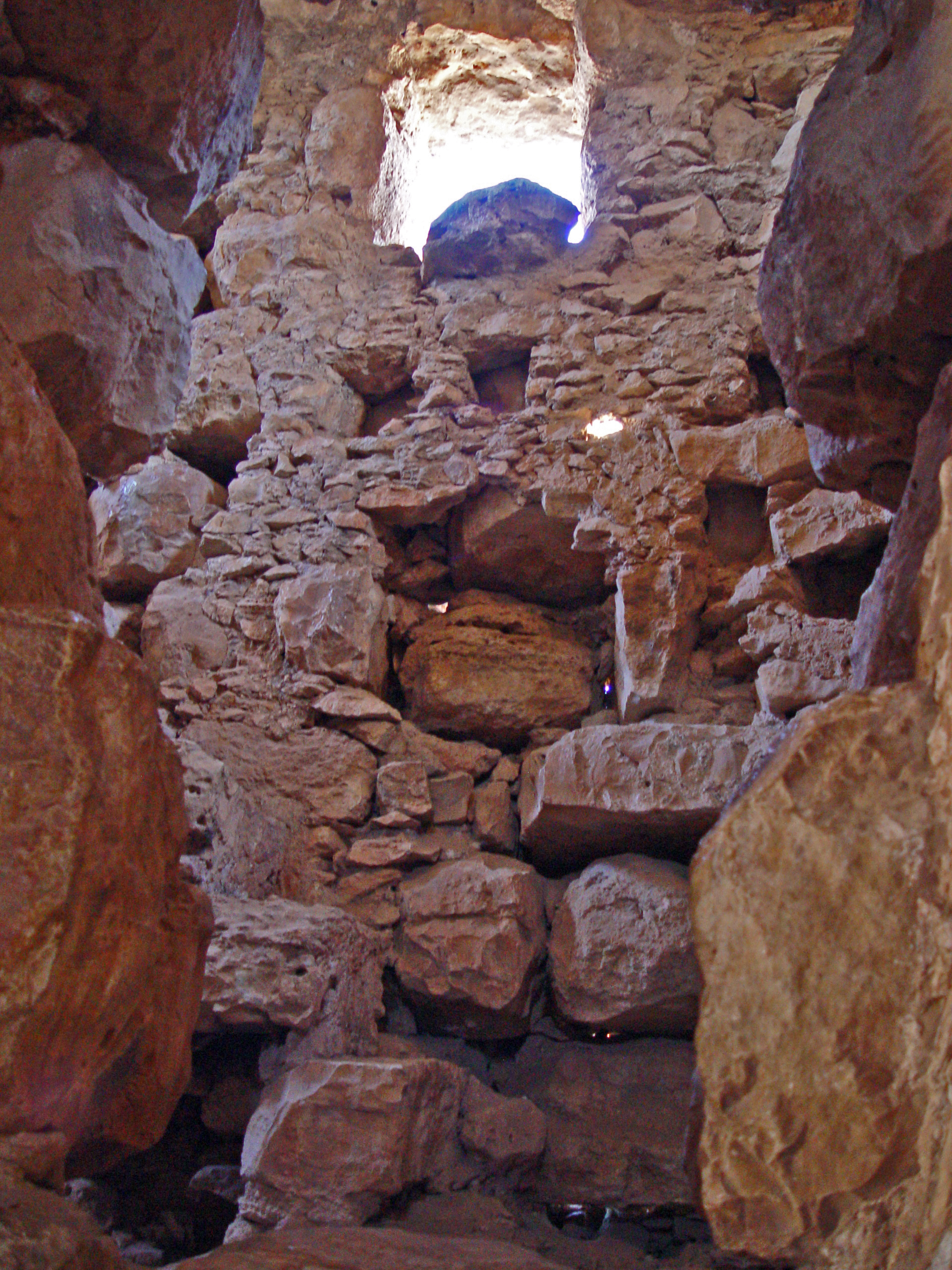
Colombarium romain du IIIe siècle dans le mausolée de Mazor en Israël.

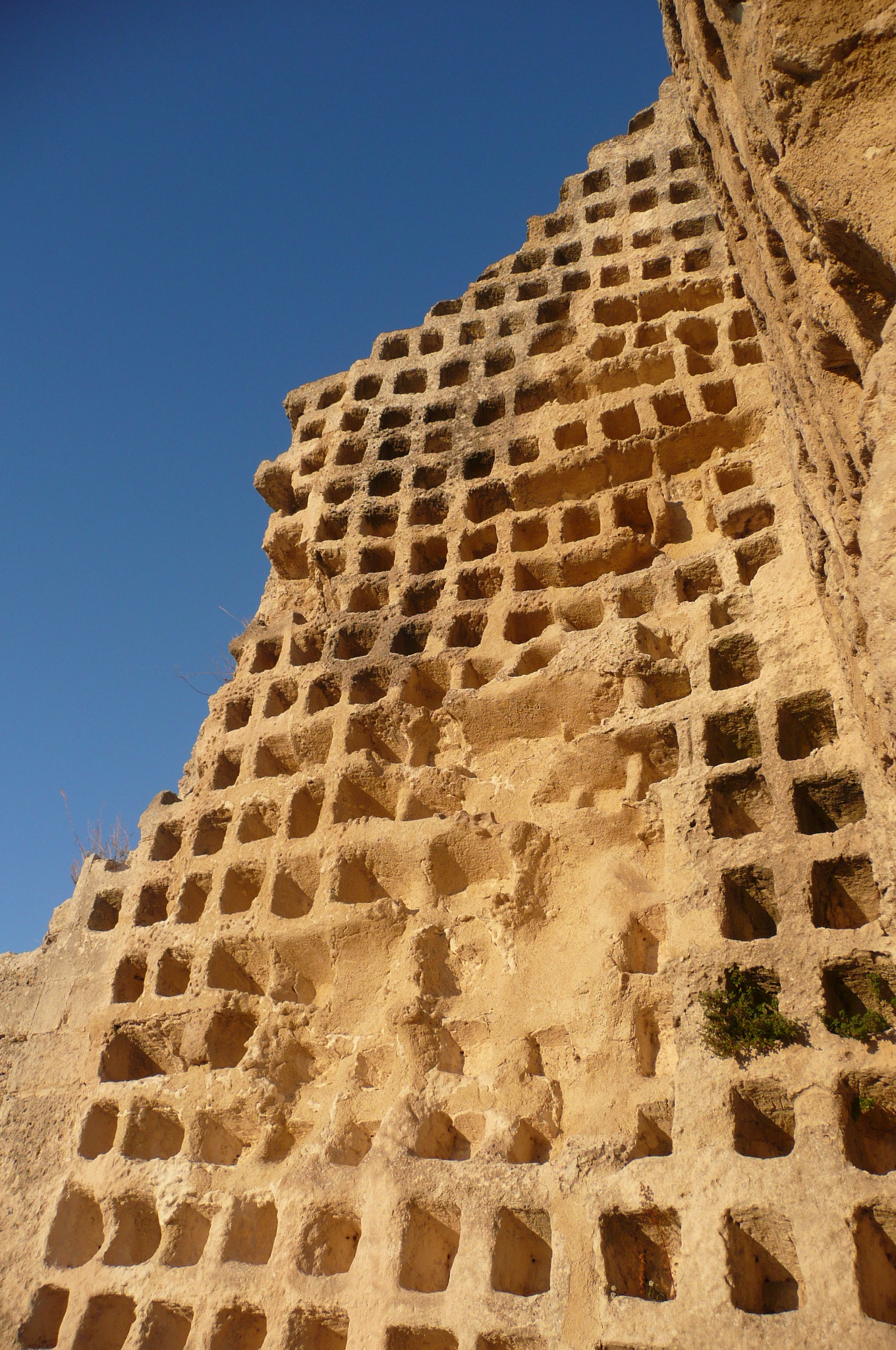
Pigeonnier troglodytique aux Baux-de-Provence, XIe siècle, avec ses boulins.

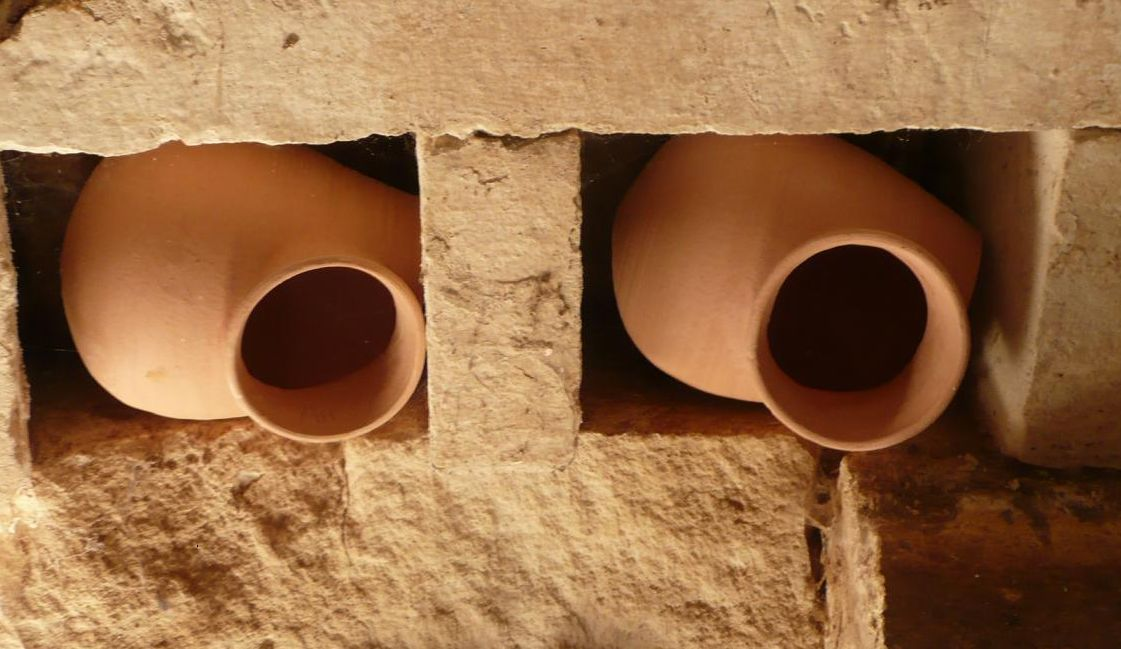
Boulins.

Les plus anciens seraient les colombiers forteresses de Haute-Égypte, et les colombiers perses surmontés d’une poivrière. Dans les régions arides, la fiente est une fumure recherchée et elle est recueillie sur des nattes régulièrement nettoyées. Dans l'ancienne Perse et Irak, elle servait à la culture des melons.
La présence de colombiers n’est pas attestée en France avant la conquête romaine par Jules César. L’élevage des pigeons était alors une passion à Rome. Le colombarium romain, généralement rond, avait son intérieur recouvert d’un enduit blanc de poudre de marbre. Varron, Columelle et Pline l'Ancien ont écrit des ouvrages sur l’élevage des pigeons et la construction des colombiers.
L’intérieur du colombier, espace imparti aux pigeons, est divisé en nichoirs appelés boulins. Chaque boulin est le logement d’un couple de pigeons. Ces boulins peuvent être en pierre, brique ou torchis et installés lors de la construction du colombier ou être en poterie (pots couchés, tuiles canal, diverses cases), en osier tressé en forme de panier ou de nid. C’est le nombre de boulins qui indique la capacité du pigeonnier. Celui du château d'Aulnay avec ses 2 000 boulins, celui de Port-d'Envaux avec ses 2 400 boulins de terre cuite et celui de la ferme de Montmorency à Goussainville avec ses 3 600 boulins de terre cuite sont parmi les plus vastes. Signe extérieur de richesse (le nombre de boulins étant proportionnel à la surface des terres exploitées), certains propriétaires rajoutaient de faux boulins pour faire croire qu'ils avaient beaucoup de terre afin de mieux marier leurs enfants, d'où l'origine possible de l'expression « se faire pigeonner ».

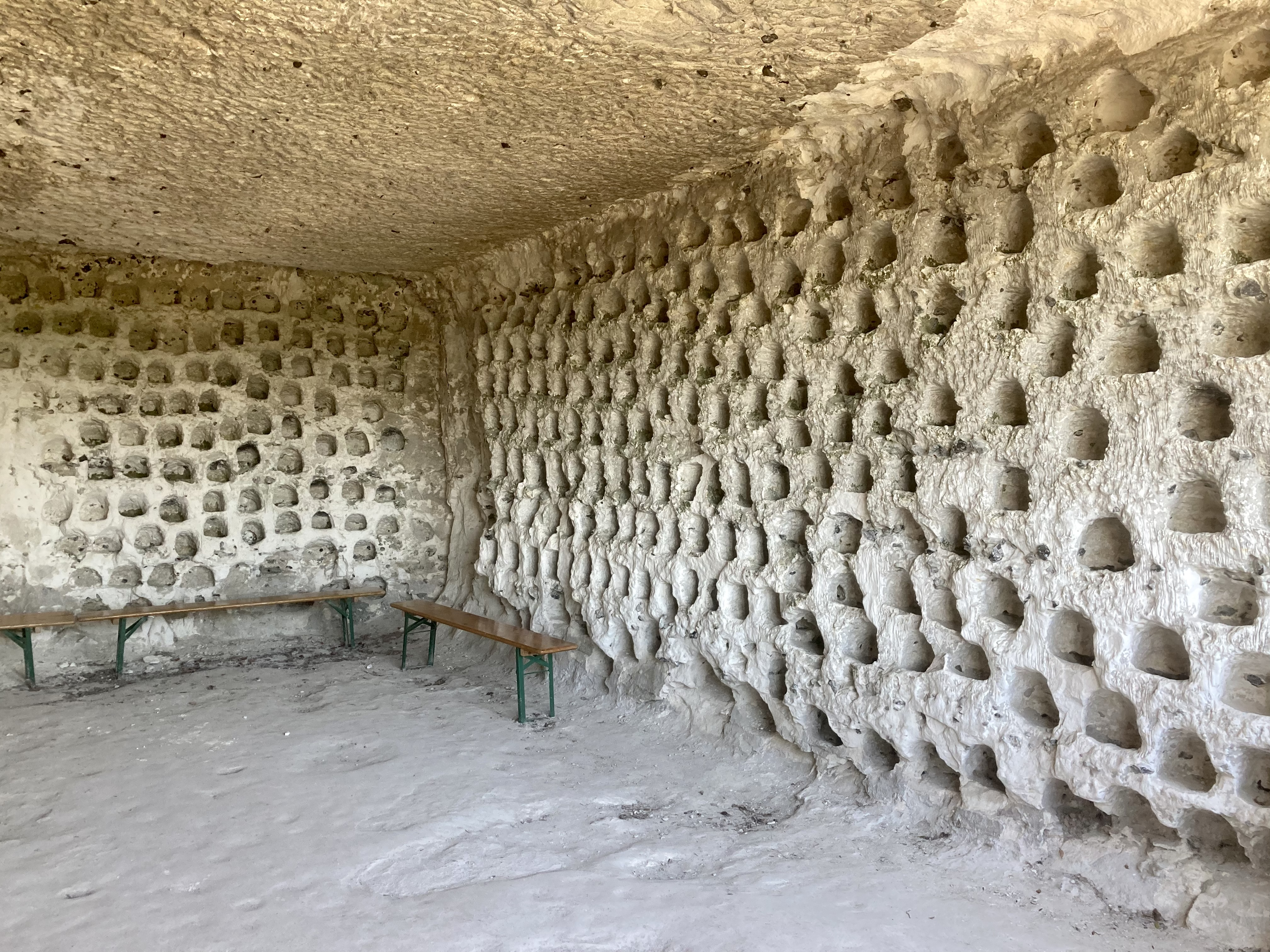
Boulins du colombier troglodytique du château de La Roche-Guyon.

Au Moyen Âge et après, la possession d’un colombier à pied, construction séparée du corps de logis (ayant des boulins de haut en bas), était un privilège du seigneur haut justicier. Pour les autres constructions, le droit de colombier variait suivant les provinces. Elles devaient être en proportion de l’importance de la propriété, placées en étage au-dessus d’un poulailler, d’un chenil, d’un four à pain, d’un cellier… Généralement les volières intégrées à une étable, une grange ou un hangar, étaient permises à tout propriétaire d’au moins 50 arpents (environ 25 hectares) de terres labourables, qu’il soit noble ou non, pour une capacité ne devant pas dépasser suivant les cas 60 à 120 boulins.

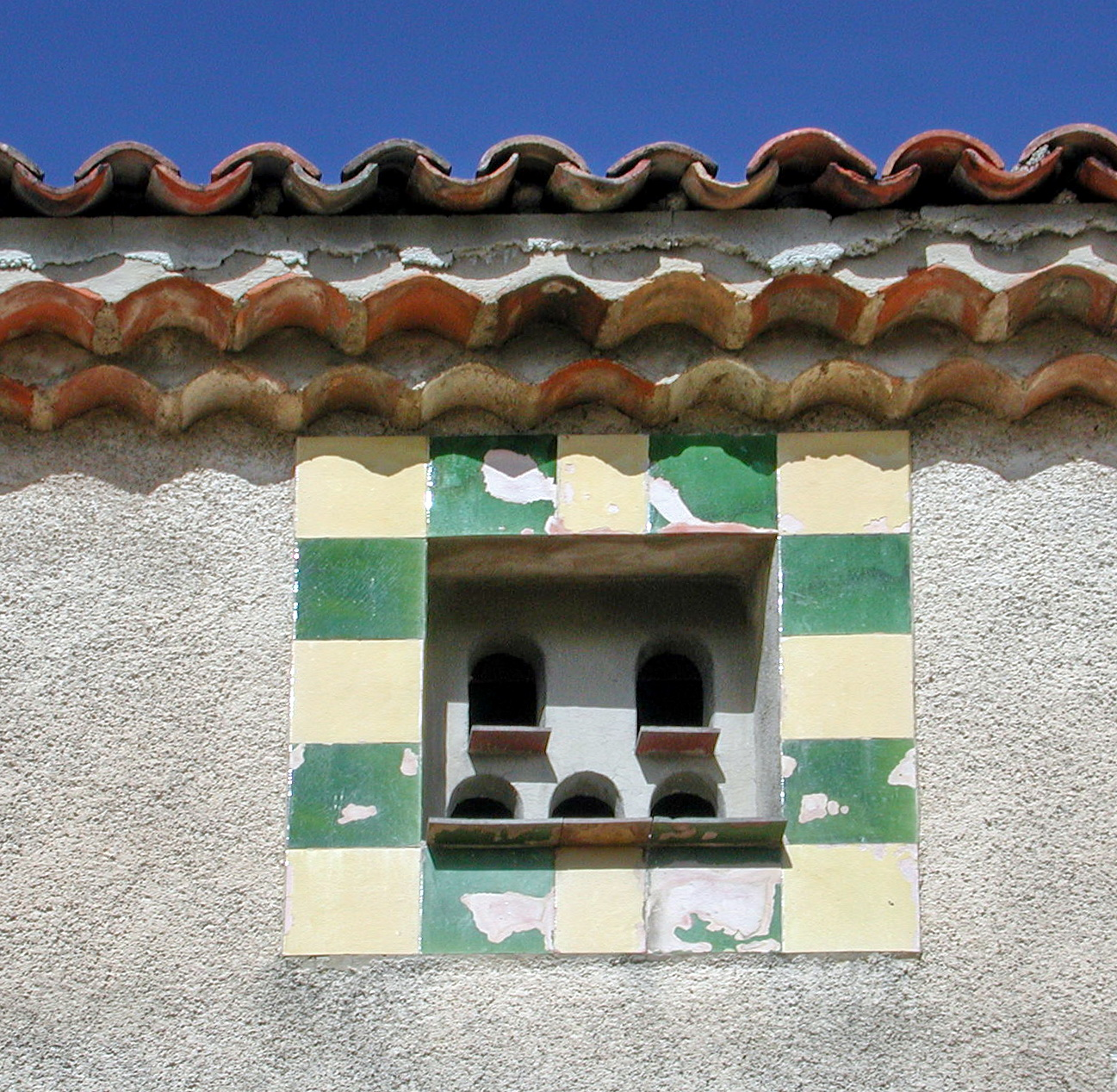
À Mons, au château d'Esclapon-Bas, carreaux vernissés protégeant l'entrée du pigeonnier contre les rongeurs.

Produisant un excellent engrais (la colombine), les pigeons étaient vus comme une catastrophe par les cultivateurs, en particulier au moment des semailles. Il était donc nécessaire d'enfermer les pigeons dans le colombier lors des semis agricoles, en obstruant les ouvertures du colombier.
Dans les anciennes provinces de droit coutumier (Normandie, Bretagne, etc.) le droit de colombage était un privilège réservé à la noblesse, les cahiers de doléances en demandèrent très fréquemment la suppression, ce qui sera entériné lors de la nuit du 4 août 1789. Selon un commentaire de la loi de 1889 sur les animaux employés à l'exploitation des propriétés rurales, « le droit d'avoir des colombiers [avant la nuit du 4 août] n'appartenait qu'aux seigneurs haut justiciers ou féodaux » ; certains pouvaient accorder à des roturiers ayant au moins 50 arpents le droit de construire une volière ; la noblesse s'est toujours défendue contre toute « usurpation ecclésiastique », les clercs insistant pour obtenir le droit d'avoir des colombiers.
Symbole de la demeure seigneuriale, le pigeonnier était en Bretagne un privilège réservé, depuis la Nouvelle Coutume de 1580, aux terres nobles de plus de 300 arpents et aux abbayes. Jusqu'à la Révolution sur les autres terres il ne pouvait y avoir de pigeonnier qu'à l'étage d'un logis ou d'une dépendance, et sous réserve d'avoir au minimum 50 arpents de terres labourables. Le nombre des boulin était lié à la richesse, un boulin correspondant à un demi-arpente de terre.
Le pigeonnier devint, après la Révolution, la partie emblématique de l'habitat paysan puisque sa construction signifiait la fin des droits seigneuriaux, celui-ci étant jusqu'alors réservé aux seules maisons nobles. Il était soit directement accolé à la maison soit indépendant d'elle. Toujours de dimension considérable, puisqu'il était censé ennoblir l'habitat, il s'élevait sur deux étages, le dernier étant seul réservé aux pigeons. Pour protéger ceux-ci d'une invasion de rongeurs, son accès était toujours protégé par un revêtement de carreaux vernissés qui les empêchait d'accéder à l'intérieur.

### Époque contemporaine

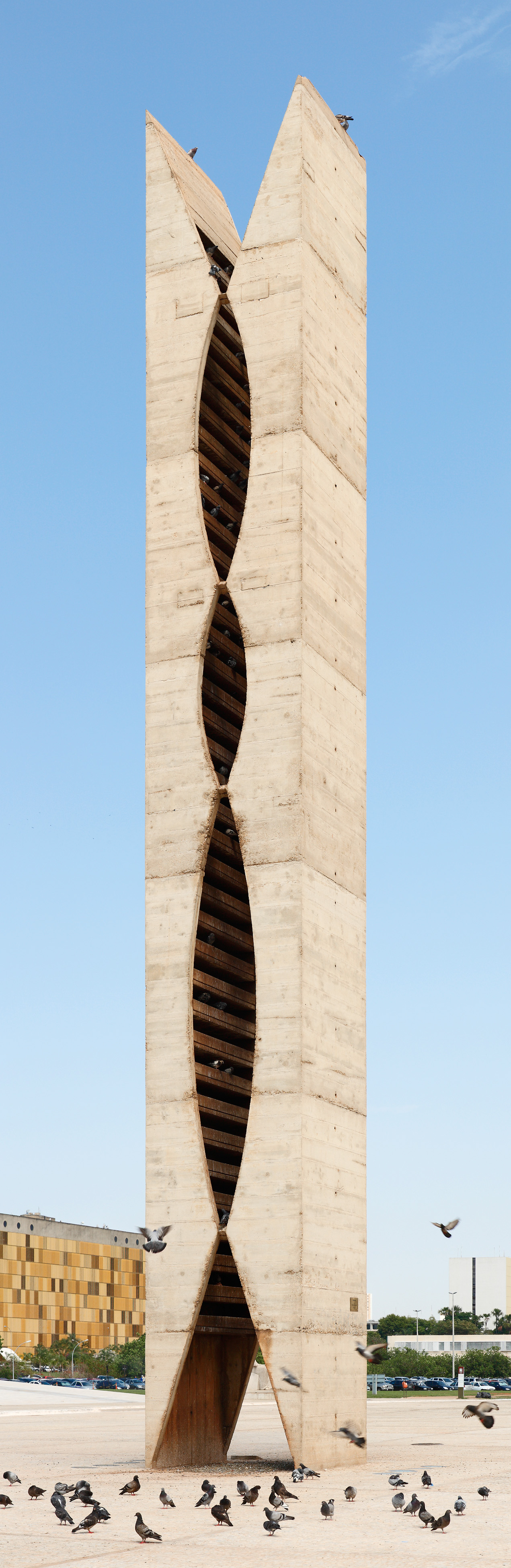
Place des Trois-Pouvoirs à Brasilia (création d'Oscar Niemeyer).

De nos jours, des pigeonniers modernes sont installés dans les espaces verts des villes pour éviter les nidifications sur les fenêtres et les abords d'immeubles. Munis de casiers supports des nids qui sont numérotés pour le suivi des pontes et de perchoirs indépendants, ils servent ainsi à lutter contre le bruit, les fientes ou la détérioration des plantes florales.
En France, des pigeonniers contraceptifs ont été créés en 1990 par la Société protectrice des oiseaux de ville et la société de régulation et d'entretien de pigeonnier : la stérilisation manuelle des œufs évite la prolifération des pigeons.

Pigeonniers modernes
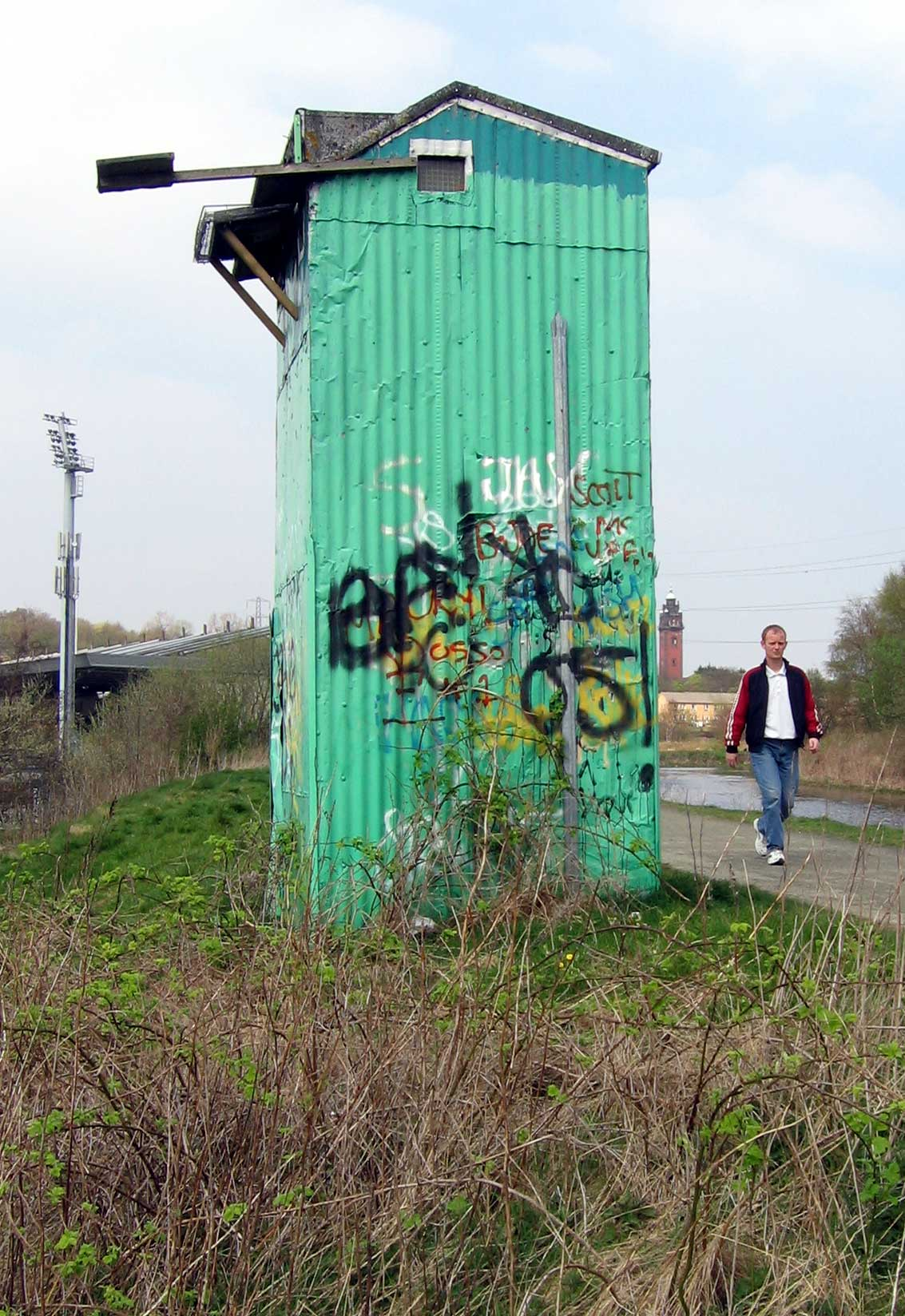
Dans la ville de Glasgow.
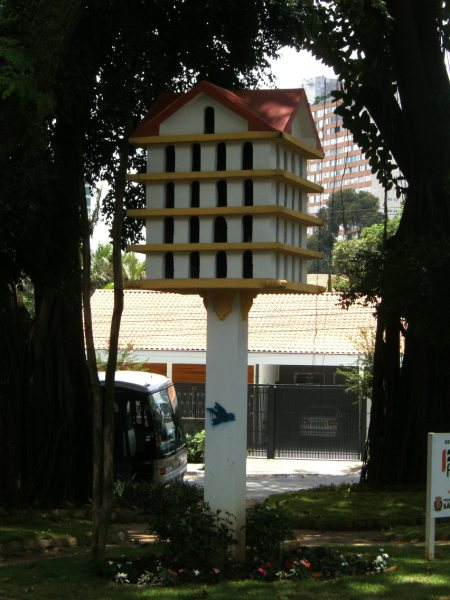
Sur une place de São Paulo.

## Architecture
Leur emplacement est choisi loin des grands arbres qui peuvent abriter des rapaces et à l’abri des vents dominants et leur construction obéit à quelques règles de sécurité : portes d’accès hermétiques ; murs lisses munis d’un bandeau en saillie (corniche de défense nommée larmier) ou d'une ceinture glissante (bande horizontale de carreaux vernissés, parfois d'ardoises ou de zinc, appelée radière ou randière) afin d’interdire la montée aux prédateurs (rats, fouines, belettes…). Le larmier a en outre pour fonction d'écarter du mur l'eau de ruissellement. La façade était, si nécessaire, enduite uniformément ou seulement sur une bande horizontale, afin d’empêcher l'ascension de ces nuisibles.
En Provence, le crépi des pigeonniers était constellé de morceaux de verre qui, dans le miroitement du soleil, attiraient du plus loin des bois les pigeons sauvages.

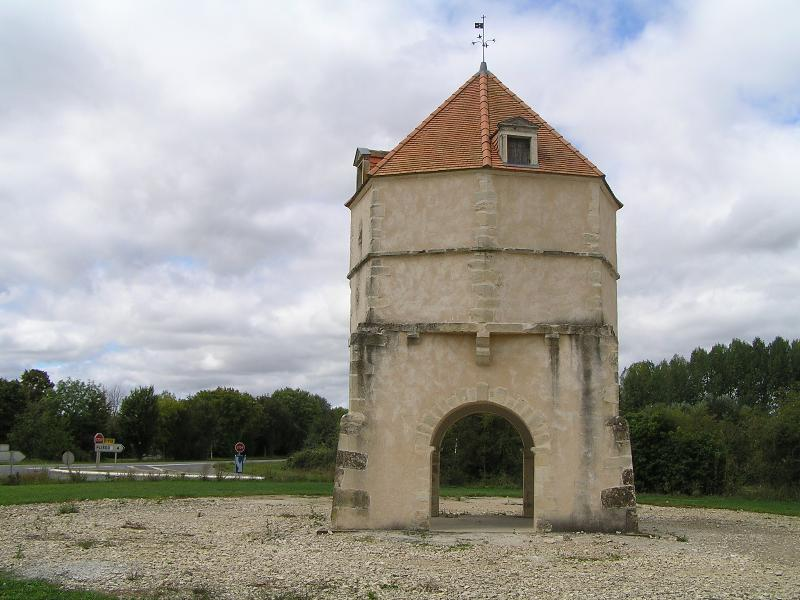
Colombier de la poste royale à Sauzé-Vaussais.

Les colombiers peuvent être de matériaux très variés et de forme et de dimension extrêmement divers : 
- le colombier carré à quadruple voûte serait d’avant le XVe siècle (château de Roquetaillade, Bordeaux) ou Saint-Trojan près de Cognac) ;
- la tour cylindrique : du XIVe au XVIe siècle, elle est recouverte de tuiles canal, de tuiles plates, de lauzes ou d’une coupole de briques. Une fenêtre ou une lucarne est la seule ouverture. Des balconnets forment plage d’envol en saillie ;
- le colombier sur piliers ou sur arcades, cylindrique, hexagonal ou carré ;
- le colombier hexagonal (colombiers de la poste royale à Sauzé-Vaussais) ;
- le colombier carré à toit de tuiles plates au XVIIe siècle puis à toit d’ardoises au XVIIIe siècle ;
- le pied de mulet, où toulousain, adossé aux bâtiments, ou construction isolée de plan carré. Il consiste en un toit à une pente orienté à l’opposé des vents dominants, interrompu par un ressaut vertical où se trouvent les trous d’envol. Ce type est fréquent en pays toulousain ;
- le colombier monté sur escalier à vis ;
- le pigeonnier porche ;
- le pigeonnier tour intégrée à l'habitation ;
- En pays d'Auge, les colombiers en pans de bois de forme octogonale, carrée, rectangulaire ou ronde ont des hourdis (ou pagées) en tuileaux ou en briques de Saint Jean sur des soubassements en pierre pour éviter les remontées d'eau. Les charpentiers passent avec dextérité de la forme octogonale, voire hexagonale, du fût élevé sur un, deux ou trois pans de colombages superposés, au toit de forme conique largement débordant pour protéger les colombages, grâce à une seconde sablière superposée dont les segments sont arrondis et débordent les pans en colombages. Leurs boulins en argile construits sur des chevilles de bois enfoncées dans les colombages sont accessibles par l'échelle tournante pivotant autour d'un axe fixé au sol à la foire (une grosse pierre) et au centre de l'enrayure en bois liant les têtes des poteaux corniers "de fond" et portant les arbalétriers qui consolident le corps en bois du colombier.

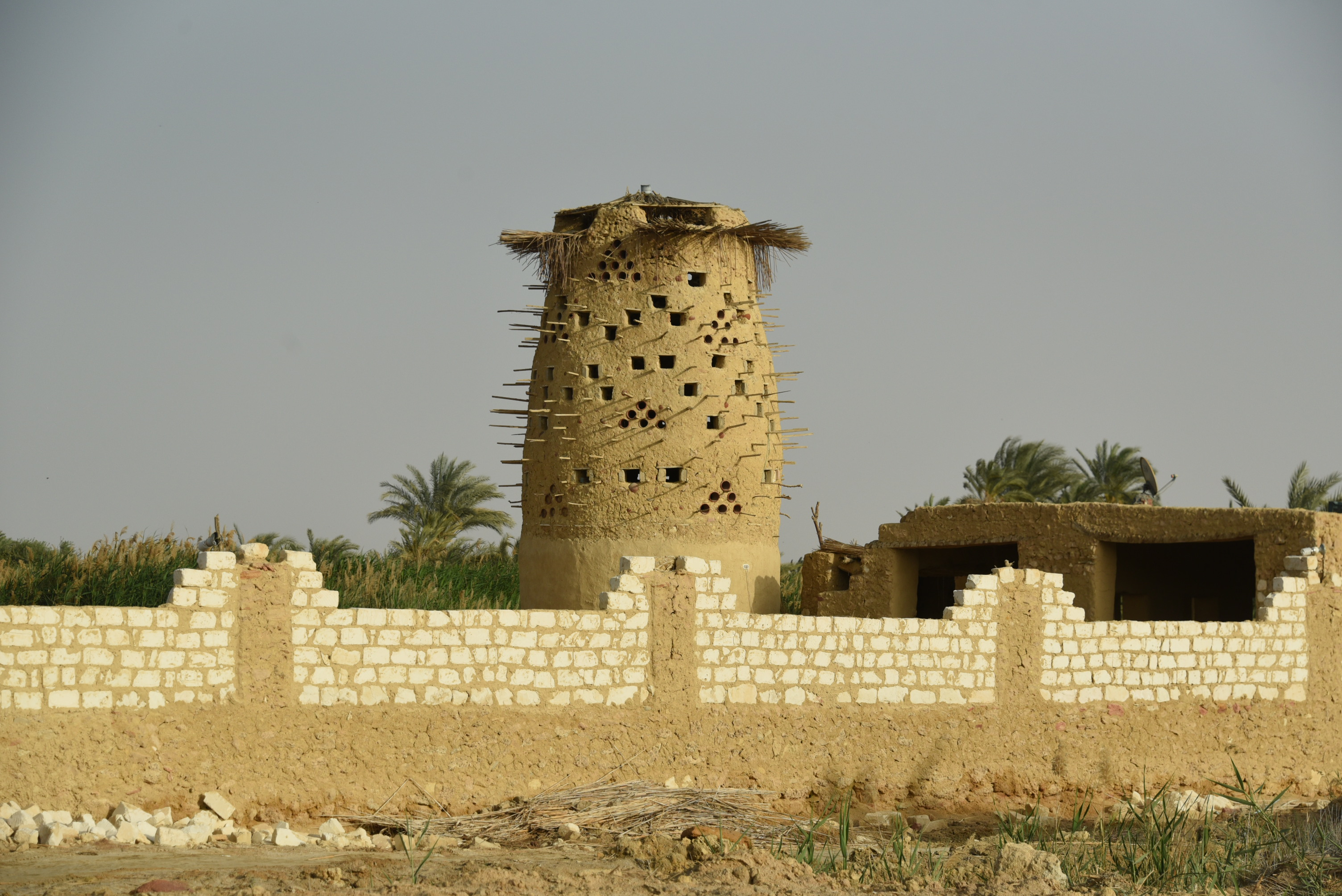
Colombier cylindrique en torchis, fréquent en Égypte.

L’intérieur d’un colombier est tapissé de boulins inclus dans la maçonnerie ou dans des alvéoles en terre, brique ou bois fixées aux murs. Une garde au sol d'environ 0,80 cm empêche les rats, fouines et autres nuisibles d'attaquer les pigeons ou de gober leurs œufs. Au centre, l'échelle tournante simple ou double permet l'accès aux différents niveaux de boulins permettant leur nettoyage et la préhension des pigeonneaux de 4 à 5 semaines destinés à la consommation.
Des abreuvoirs sont disposés au sol avec des mangeoires qui permettent de nourrir les oiseaux lorsqu'ils restent enfermés.
Des lucarnes d'envol, situées dans le toit, permettent l'entrée et la sortie de volatiles ; elles peuvent être obturées par une grille en bois actionnée du sol par une poulie.

## Typologie

### En France

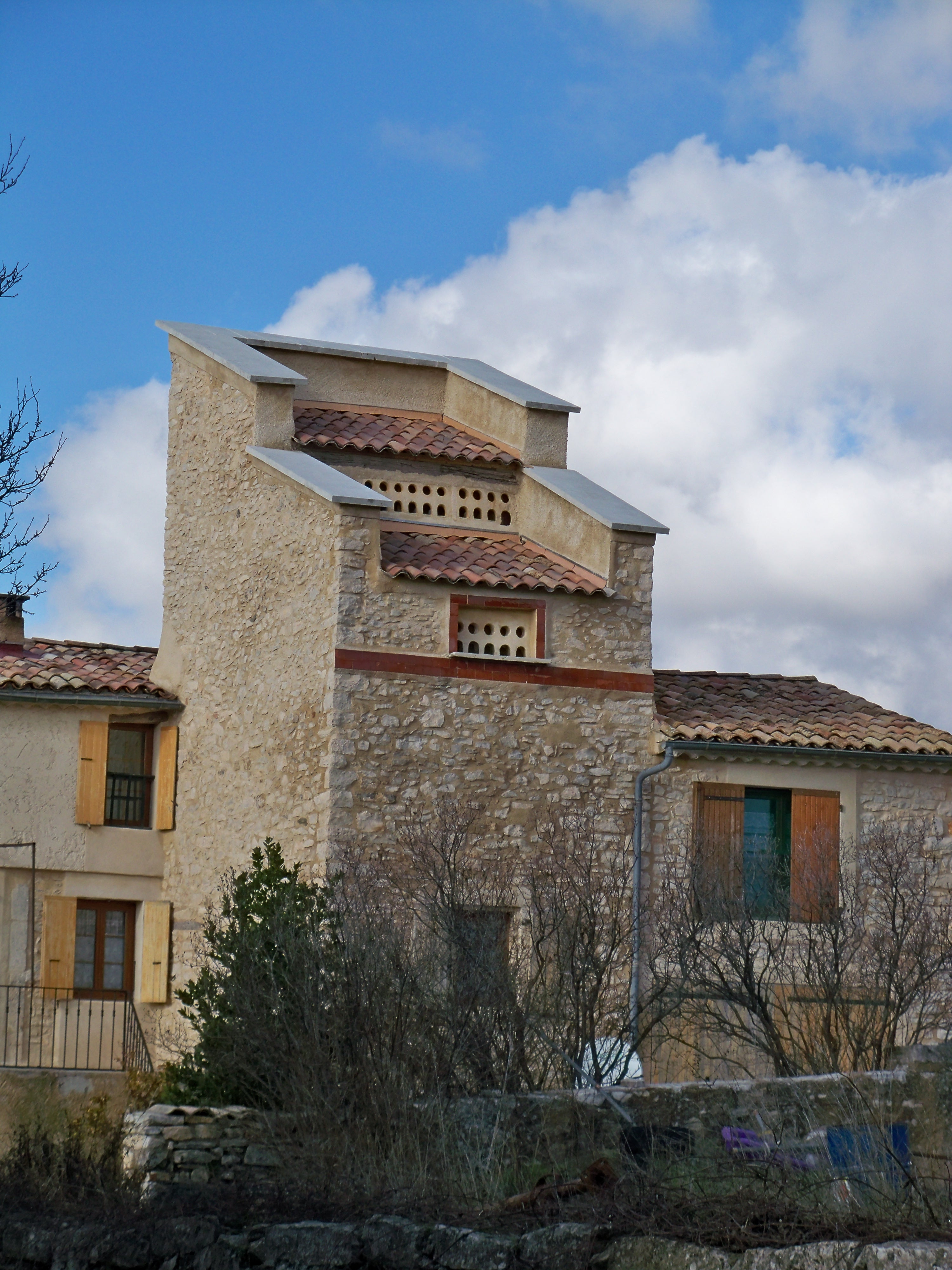
Grand pigeonnier de Lardiers (Alpes-de-Haute-Provence).
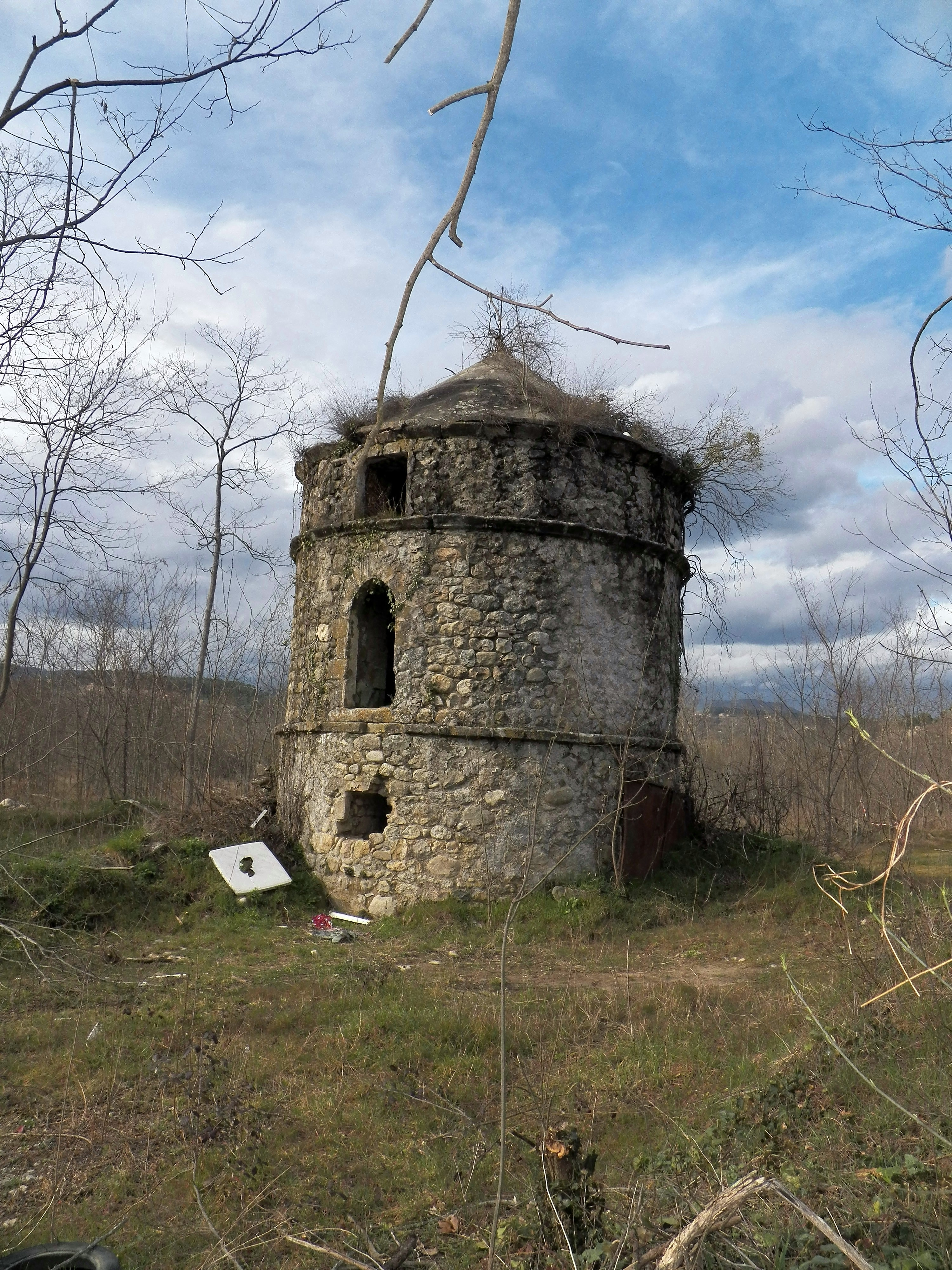
Pigeonnier en péril à Rosières (Ardèche).
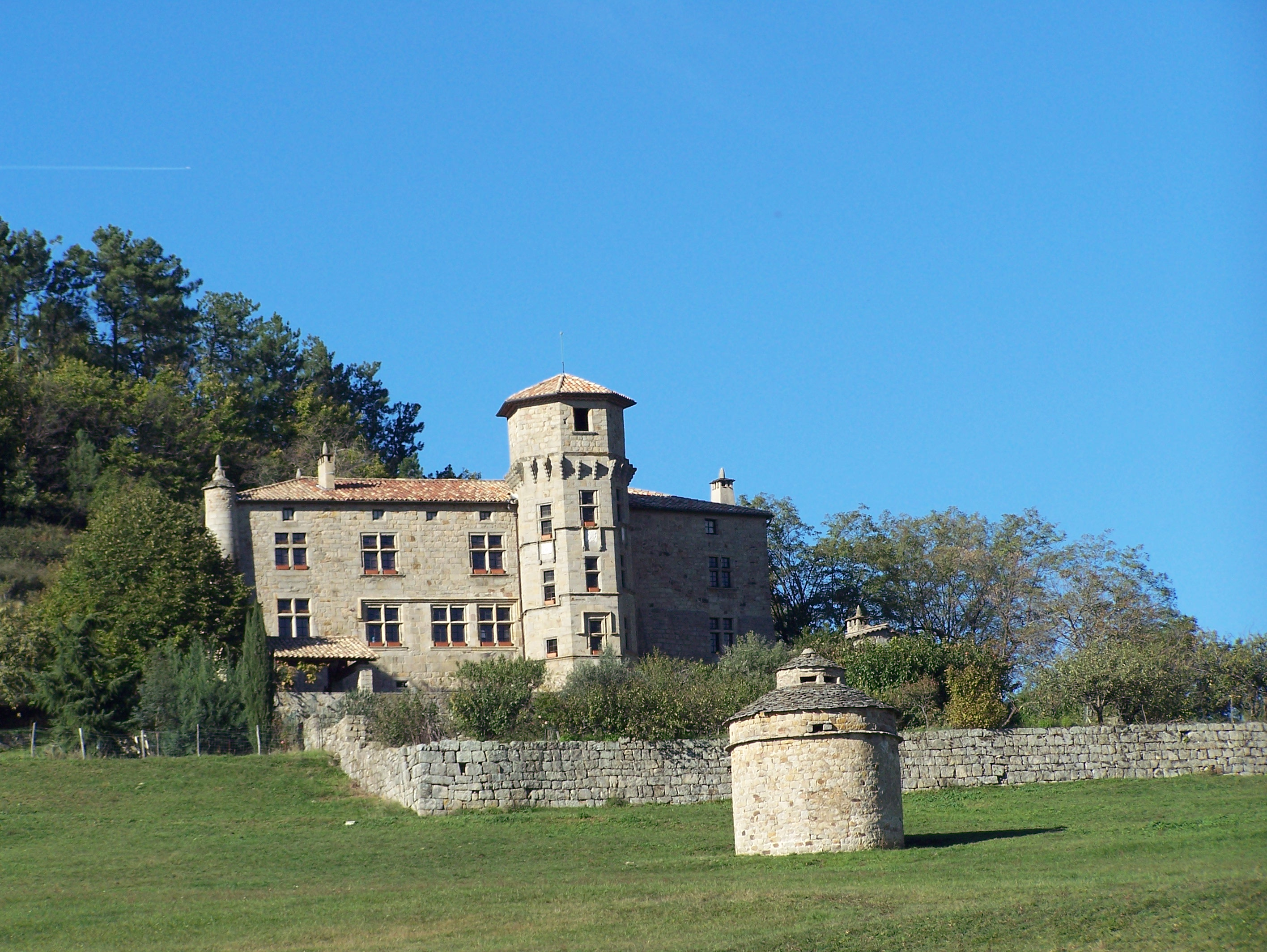
Pigeonnier devant le château de Versas (Ardèche)..
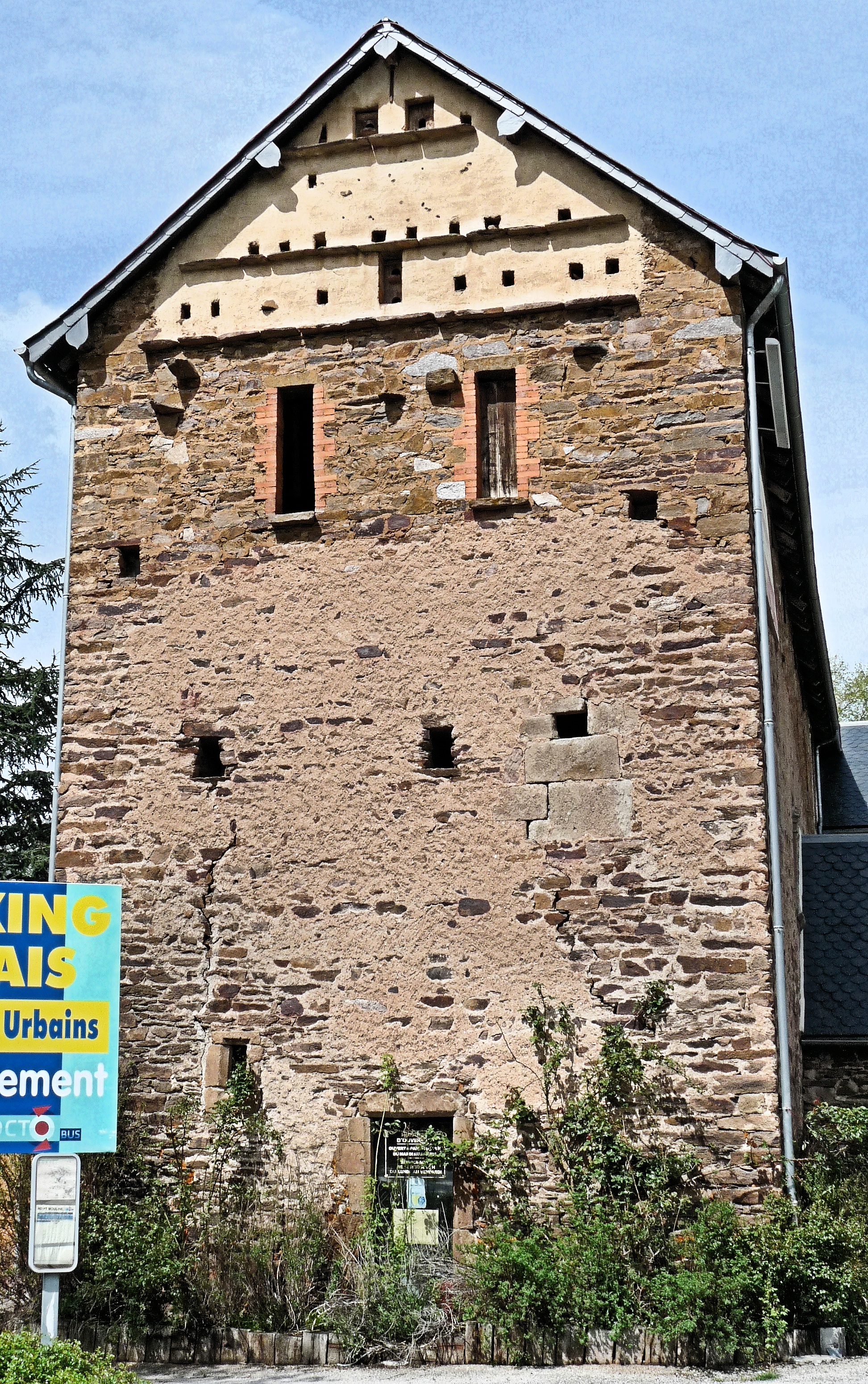
Colombier-pigeonnier dans un bâtiment de ferme désaffecté, entrée sud de Rodez (Aveyron).
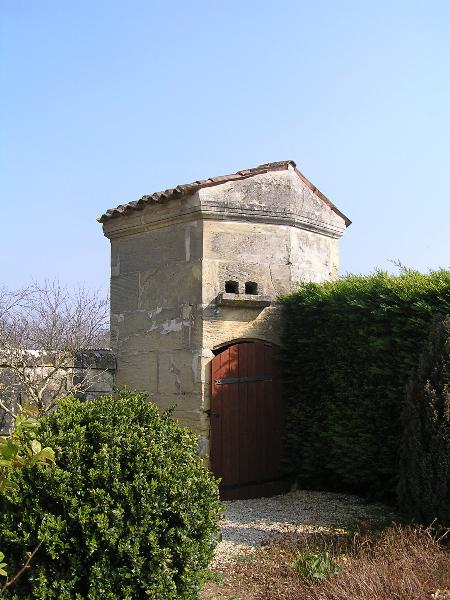
Pigeonnier de l'ancien relais de poste de Cherves (Charente)..
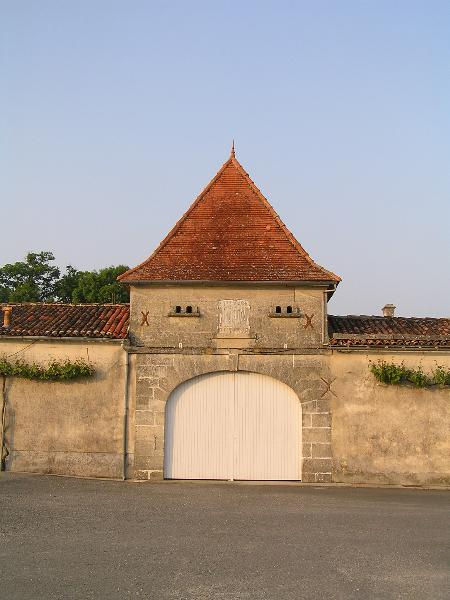
Pigeonnier porche de Gallienne à Javrezac (Charente).
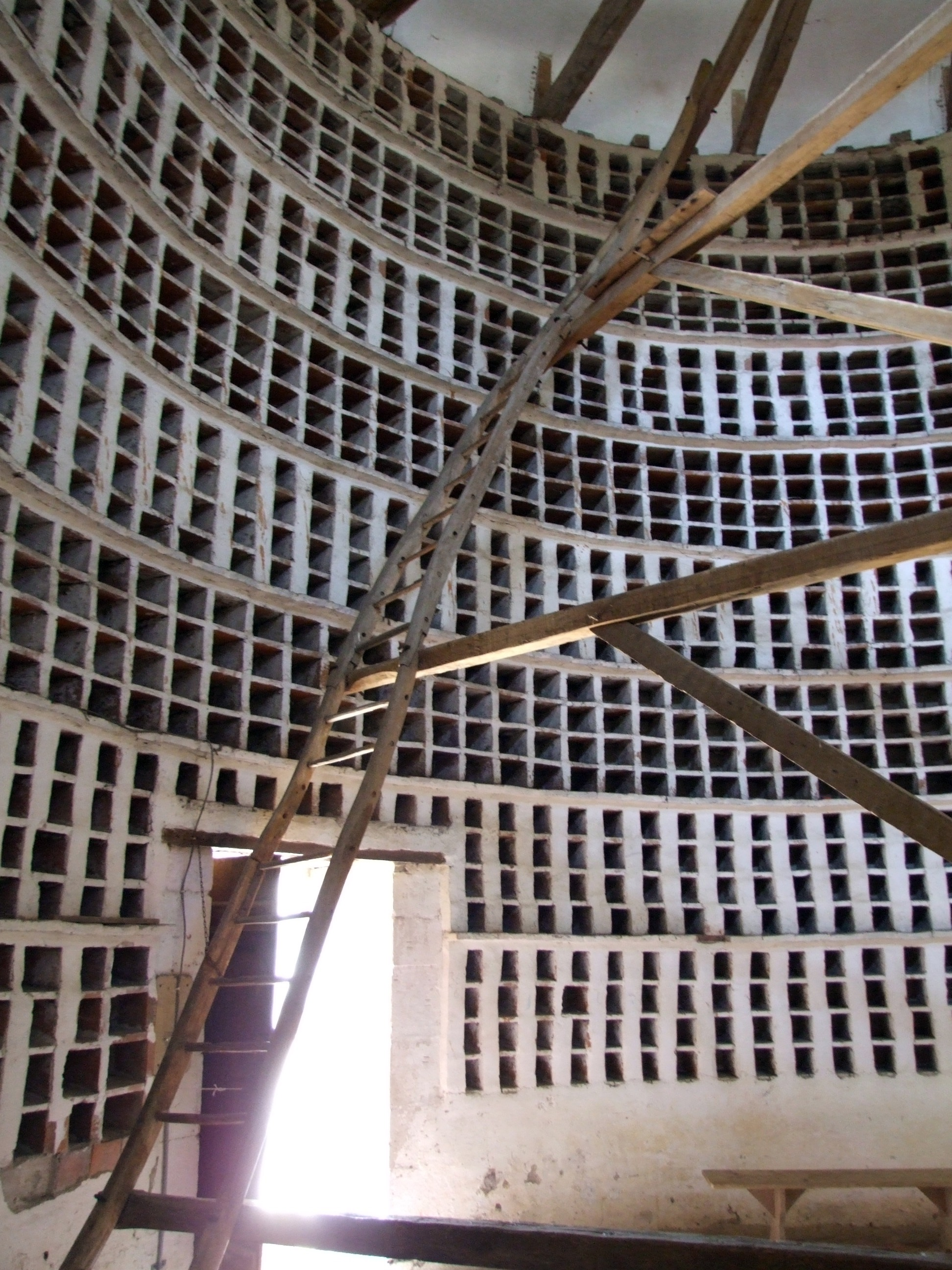
Intérieur du colombier du château d'Époisses (Côte-d'Or)..
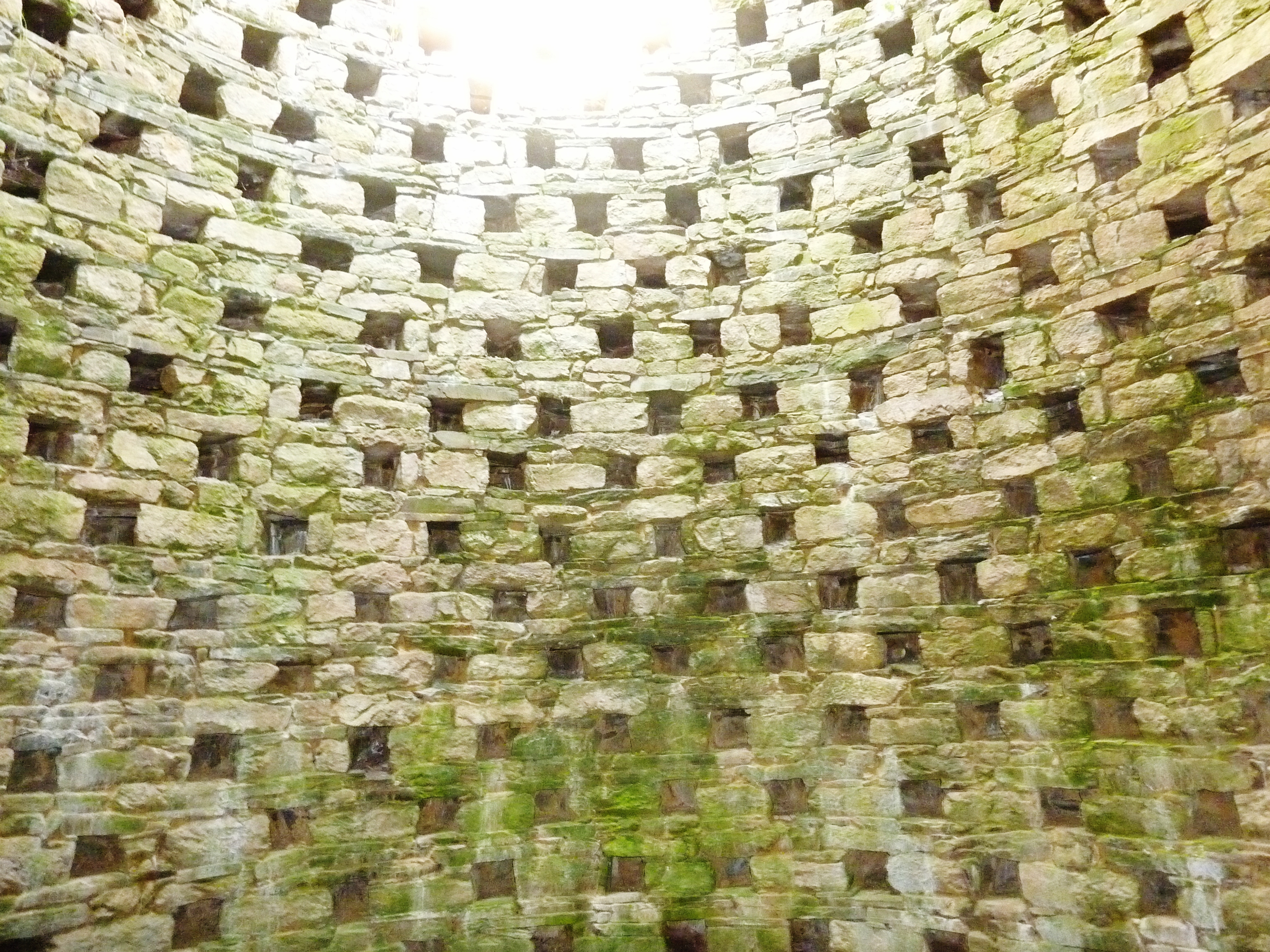
Boulins dans le pigeonnier du manoir de la Noë Verte à Lanloup (Côtes-d'Armor)..
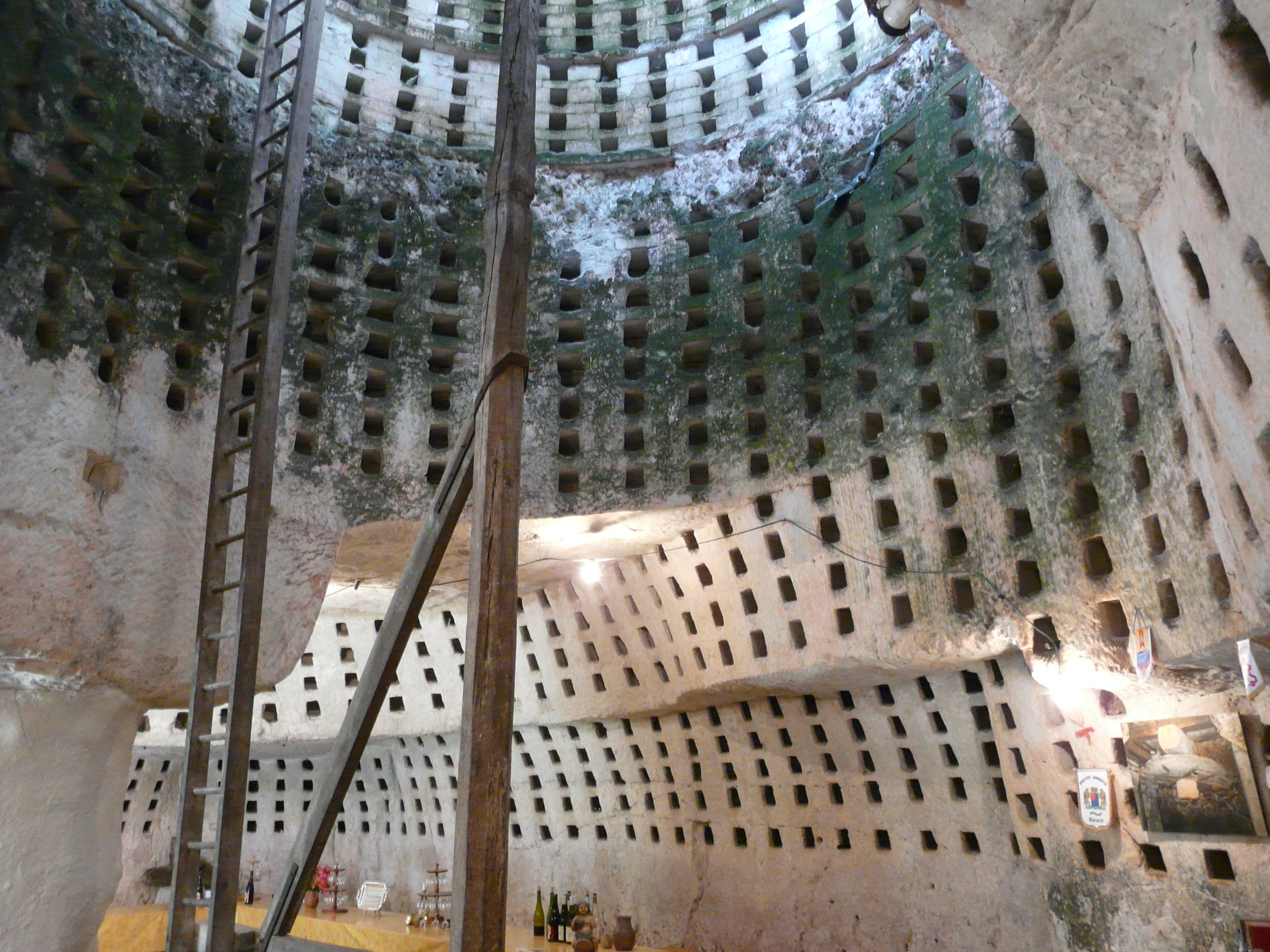
Intérieur du pigeonnier troglodytique de Tourtenay (Deux-Sèvre)..
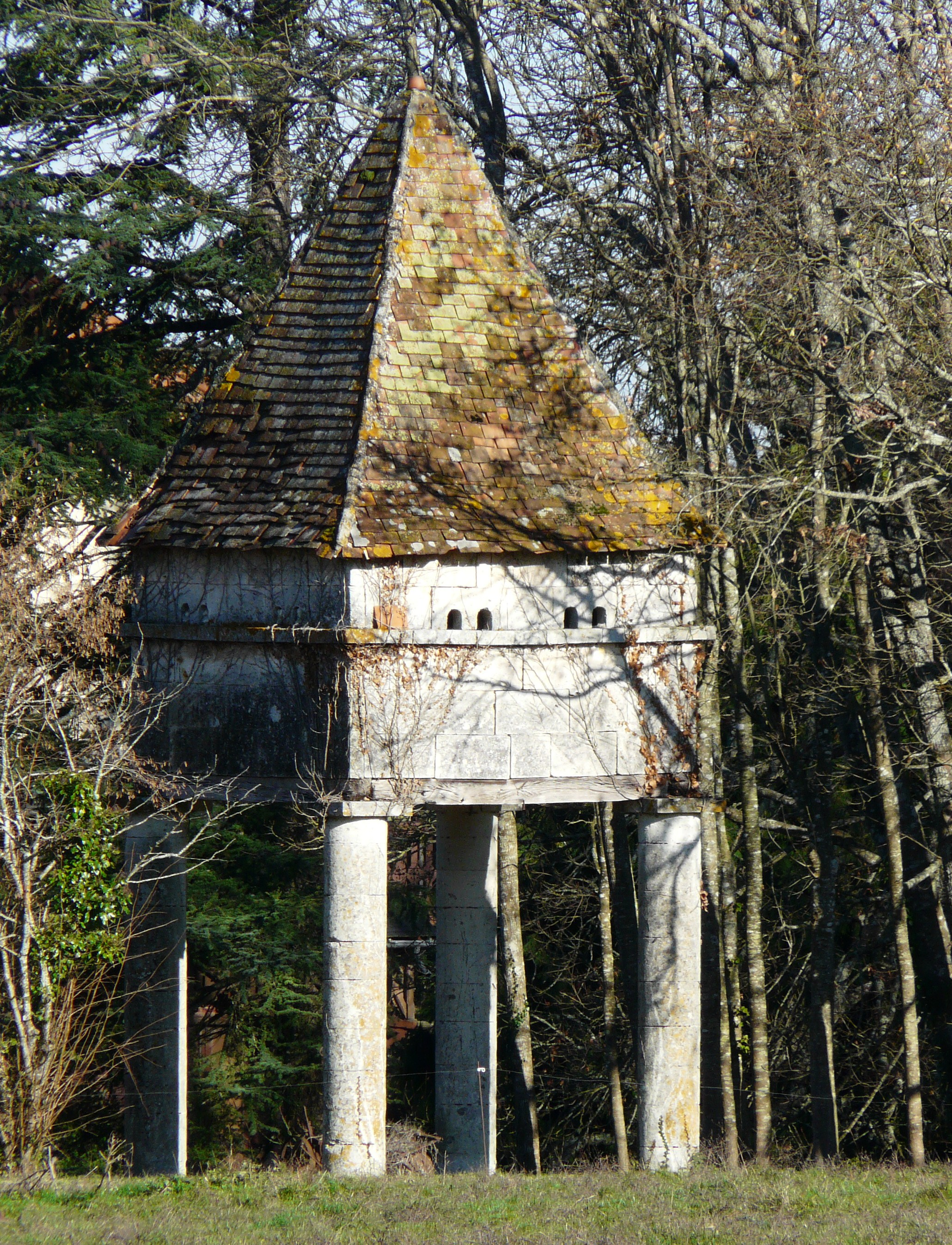
Colombier sur pilotis à Bassillac (Dordogne)..
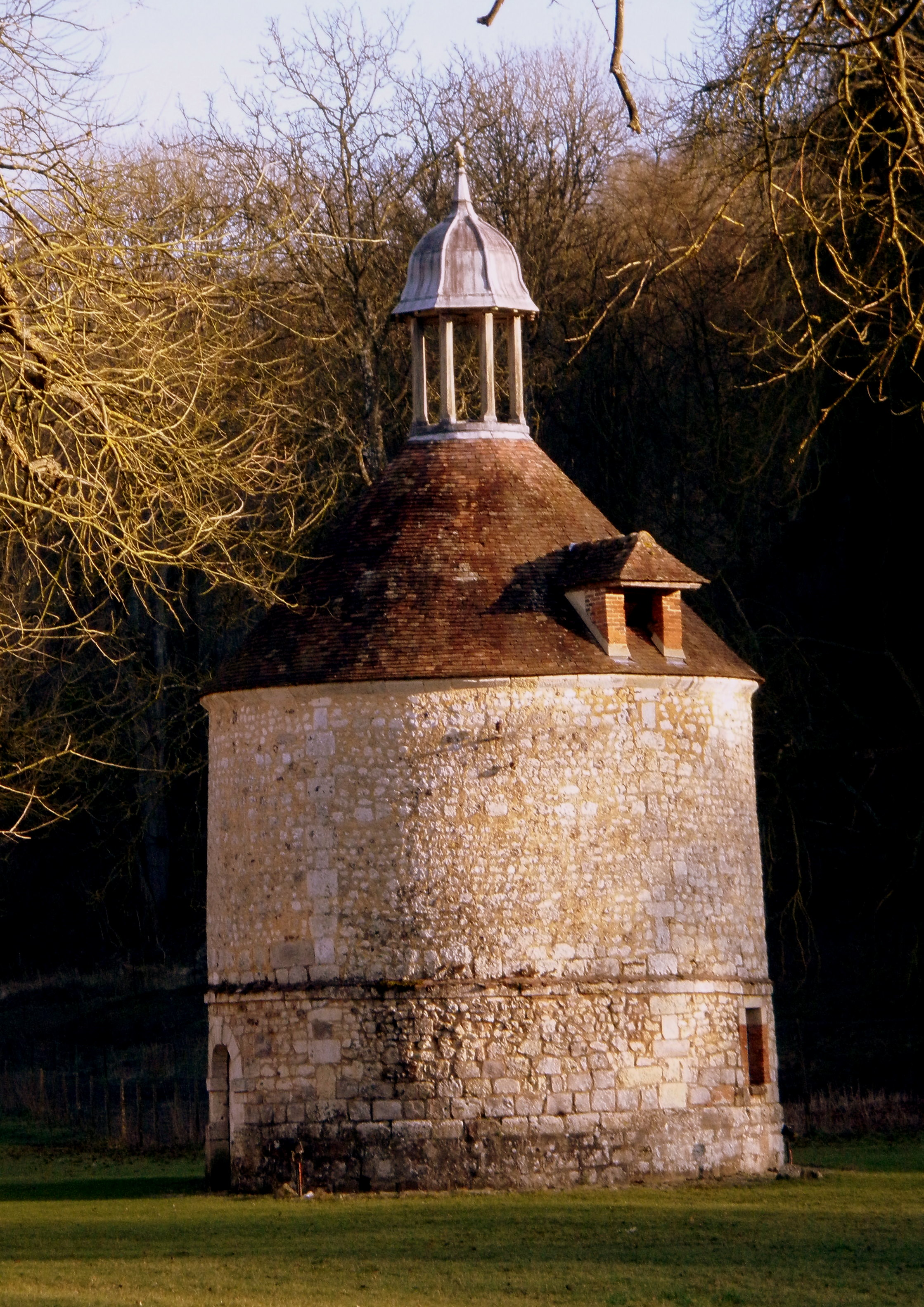
Colombier situé dans le parc de l'abbaye de Mortemer (Eure)..
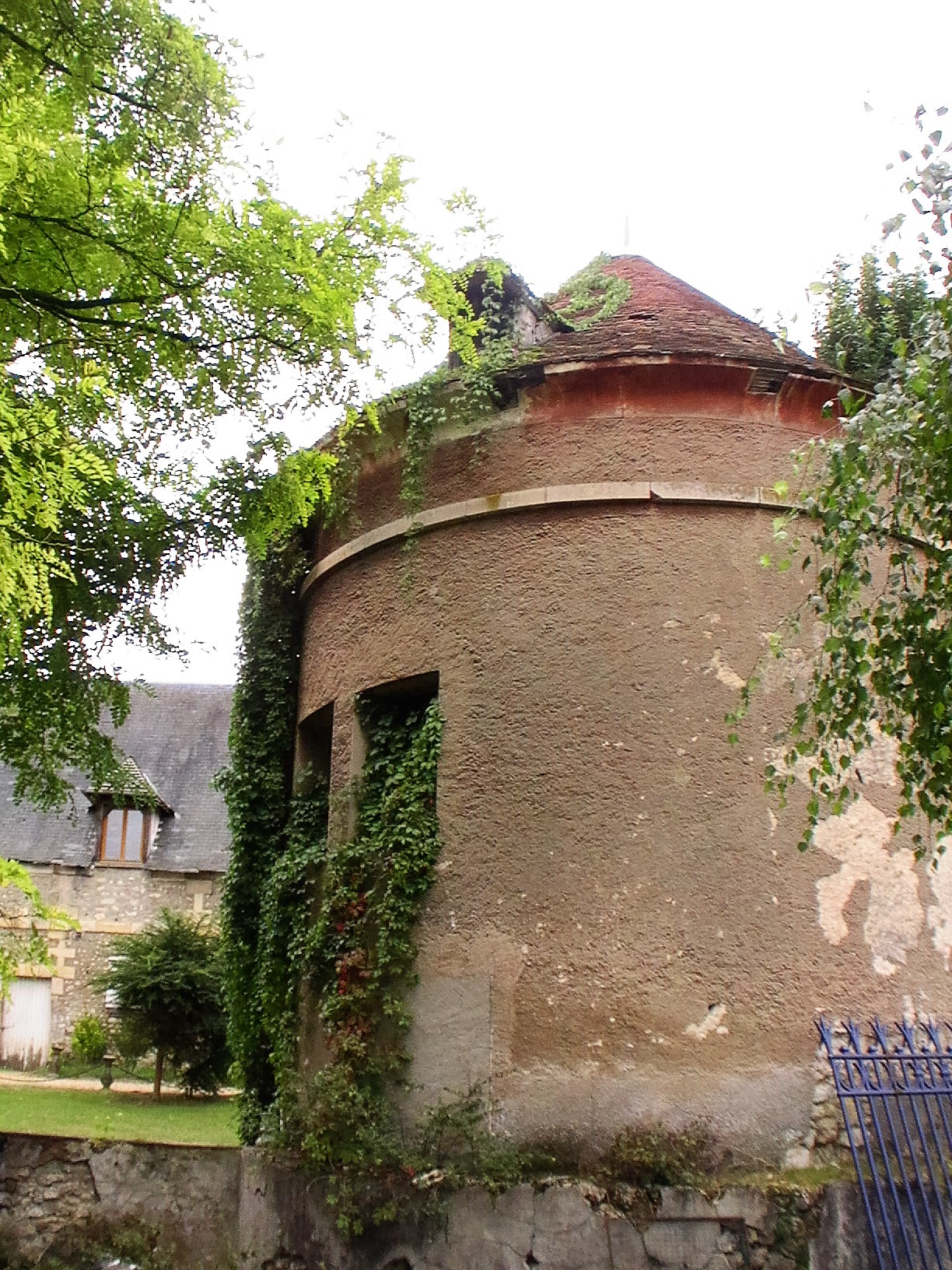
Colombier de l' ancienne chartreuse d'Aubevoye. (Eure).
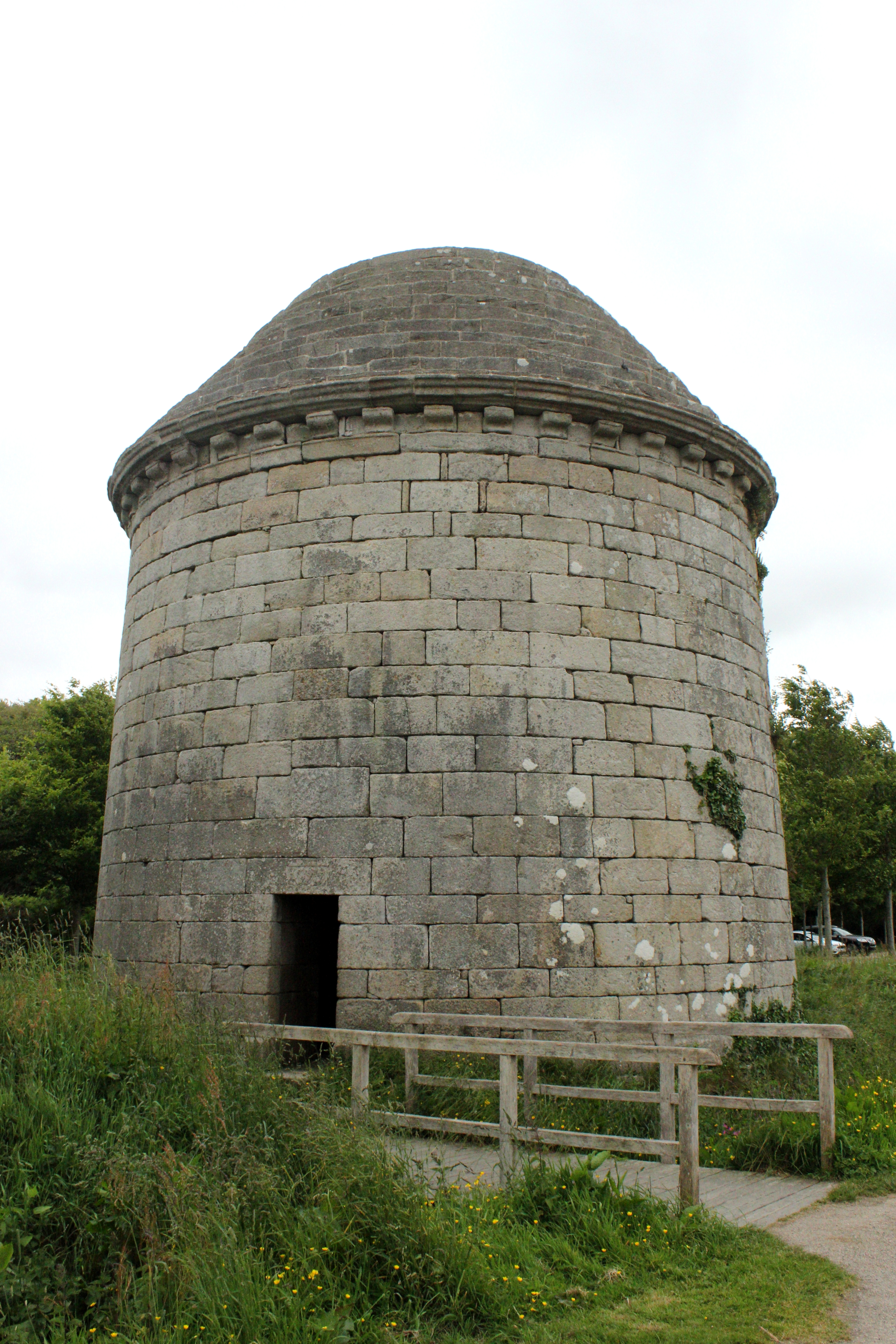
Colombier du château de Kerjean (Finistère)..
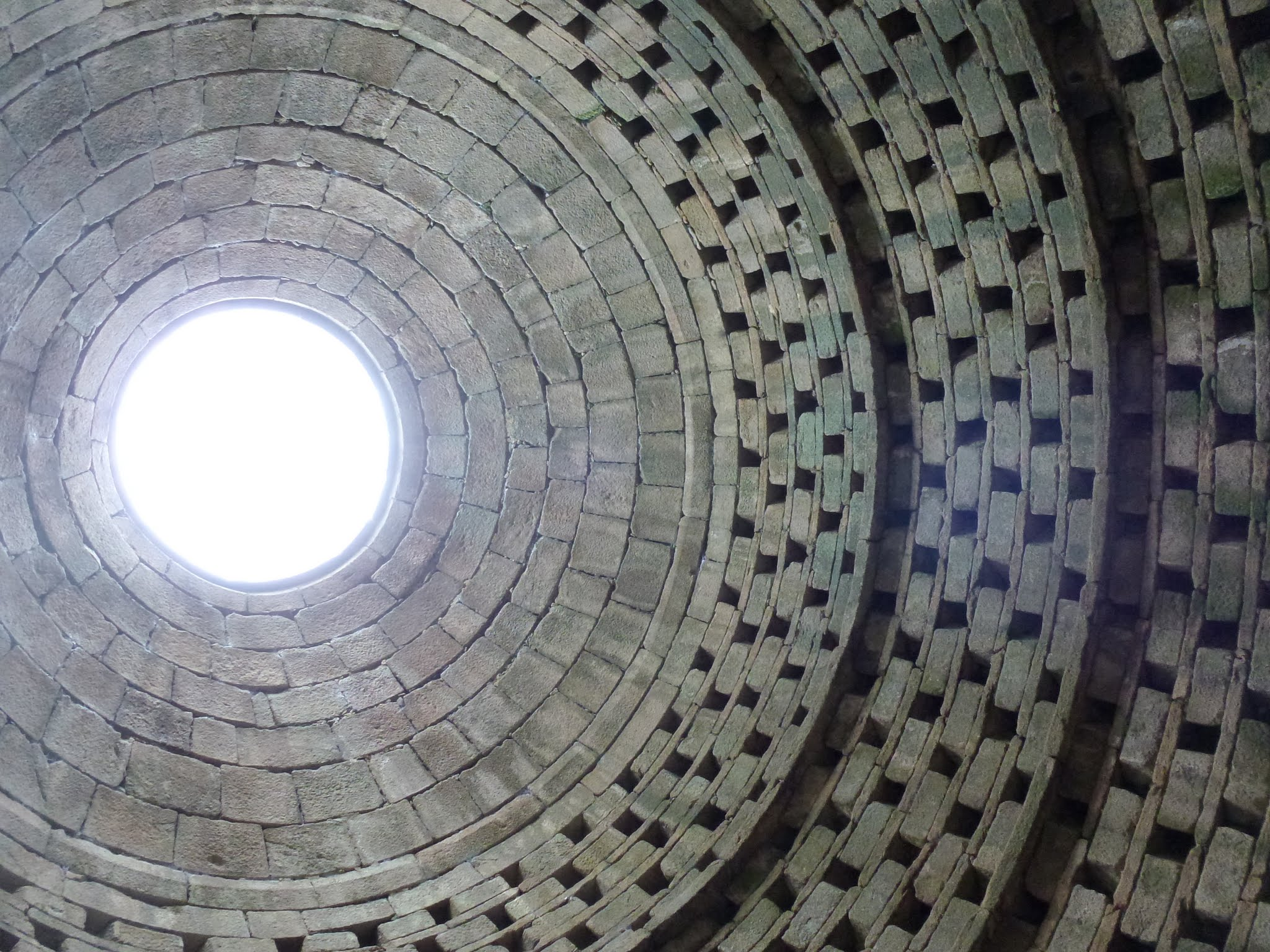
Plafond intérieur du colombier du château de Kerjean (Finistère)..
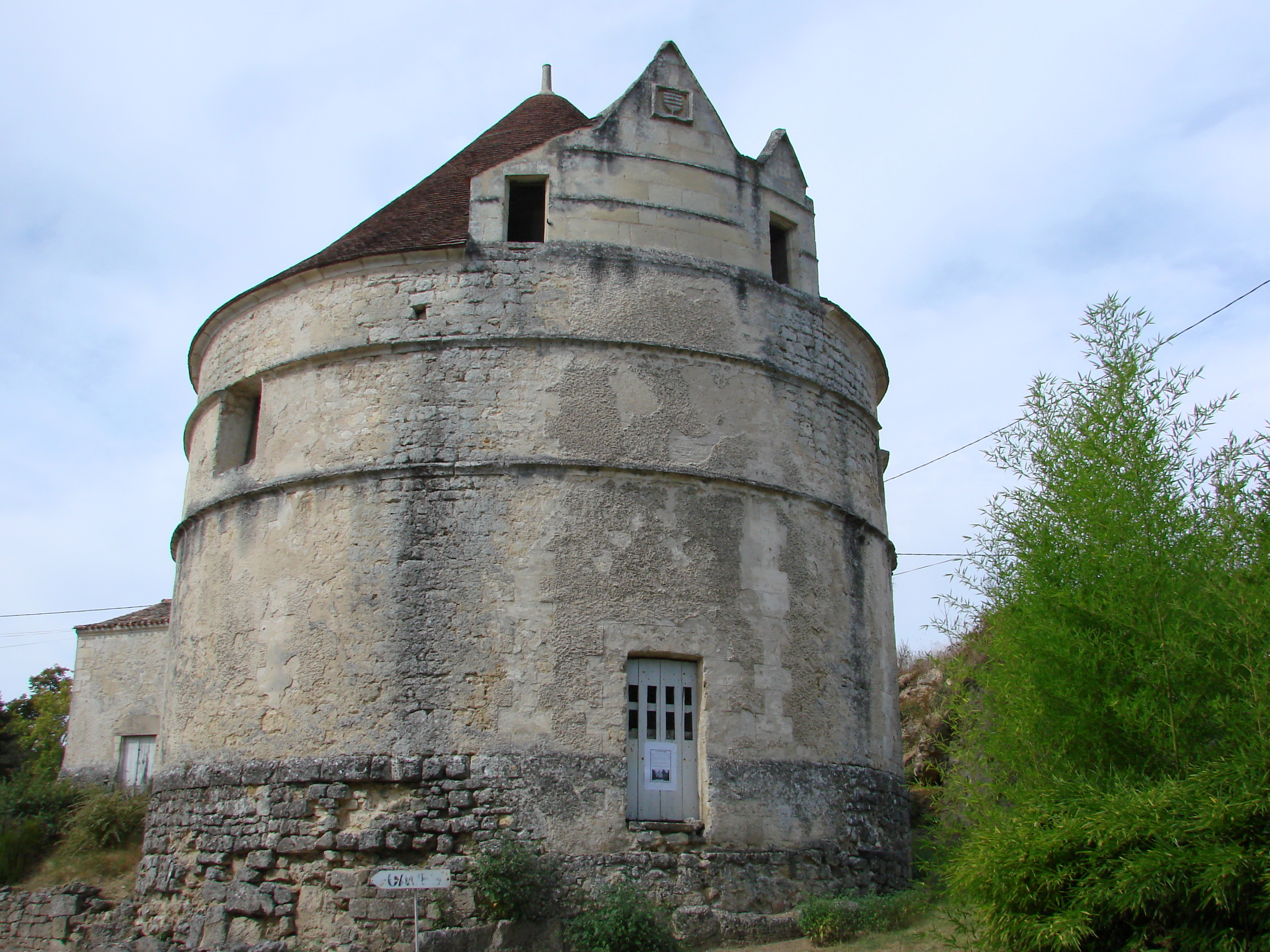
La fuie du château du Bouilh du XVIe siècle (Gironde)..
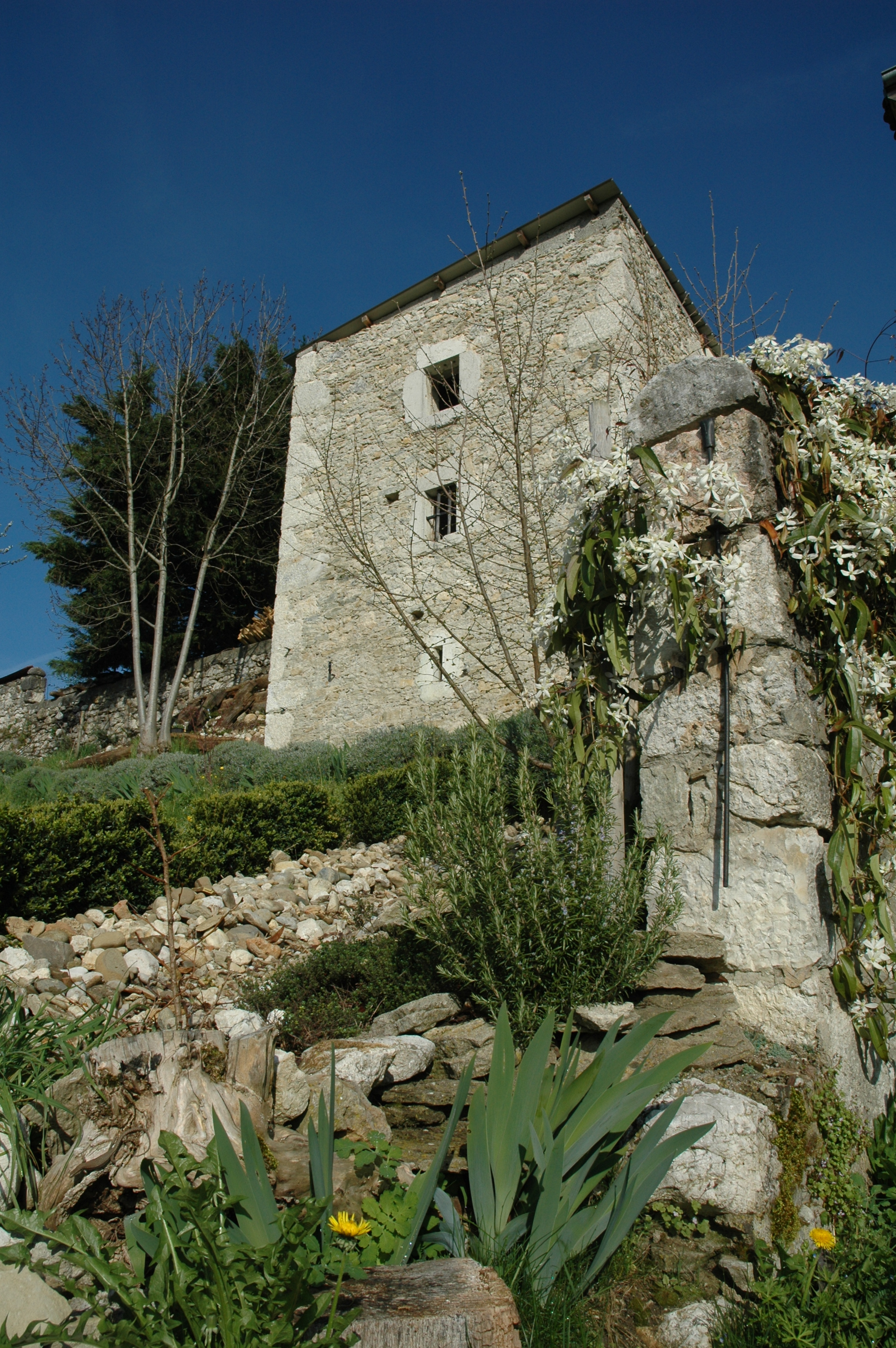
Vue du pigeonnier ISMH Ferme de Bel-Air[14] à Frangy (Haute-Savoie).
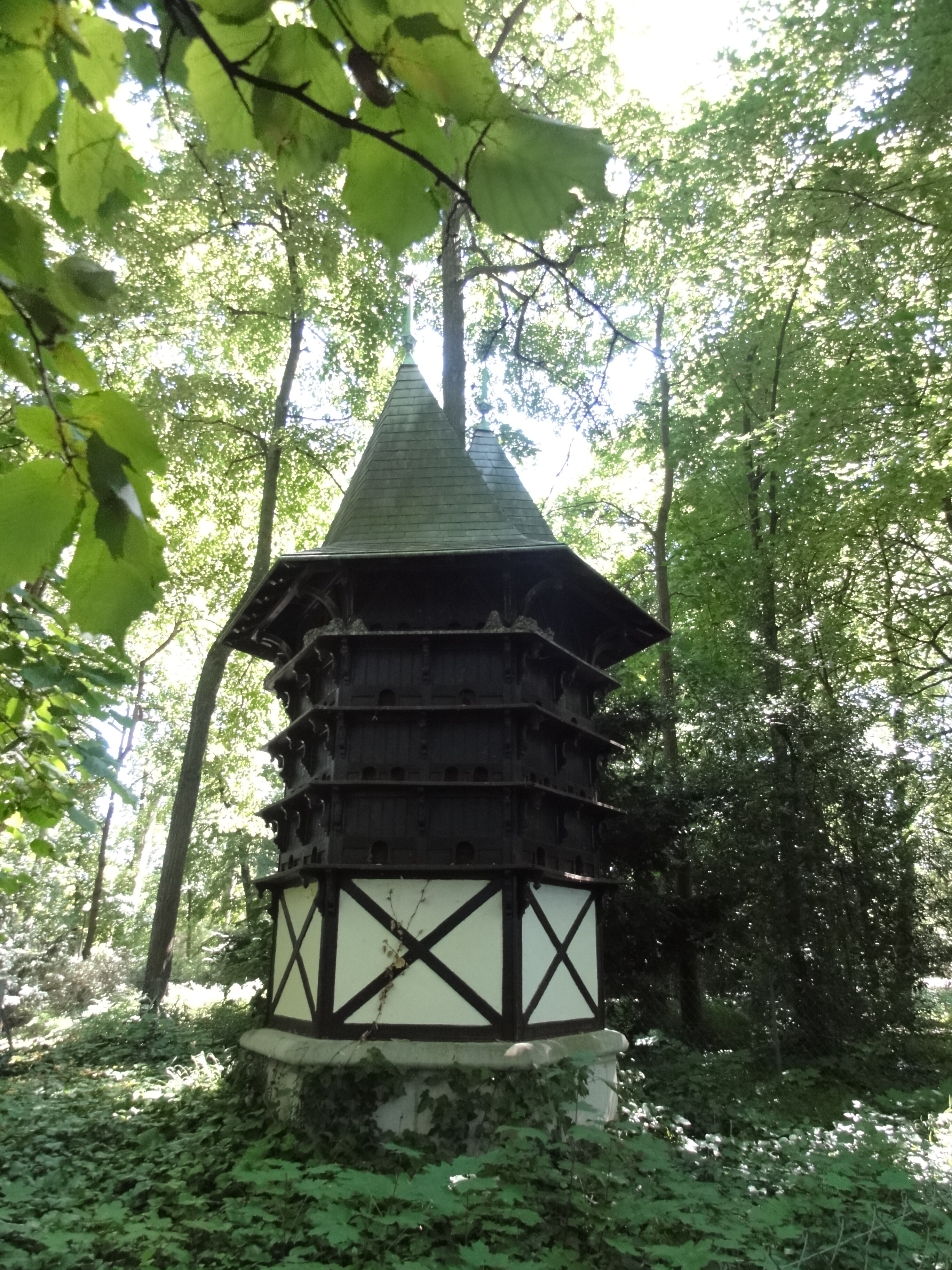
Le colombier du parc de la Tête-d'Or (Lyon)..
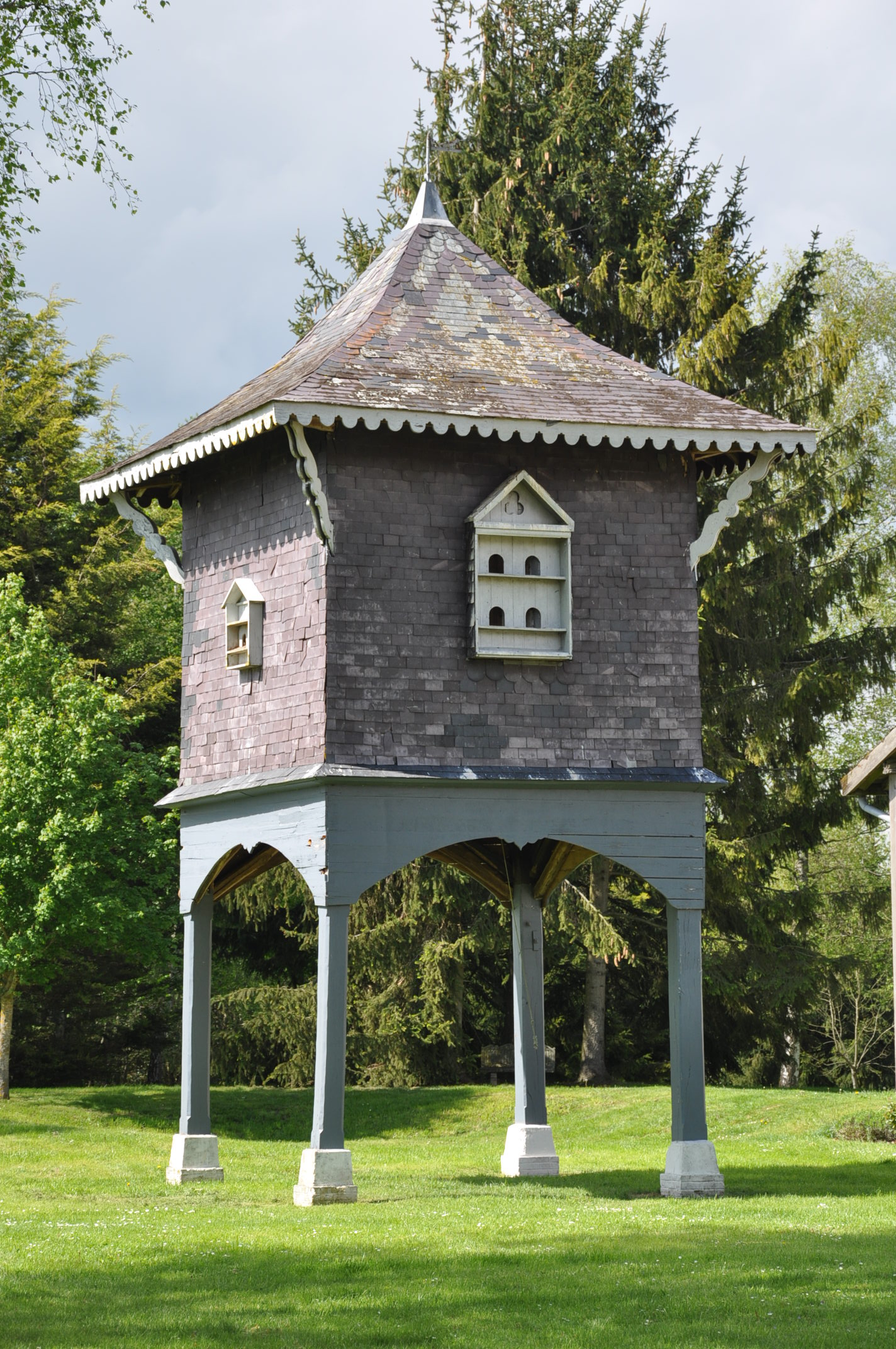
Colombier du chateau de Villers-en-Argonne (Marne)..
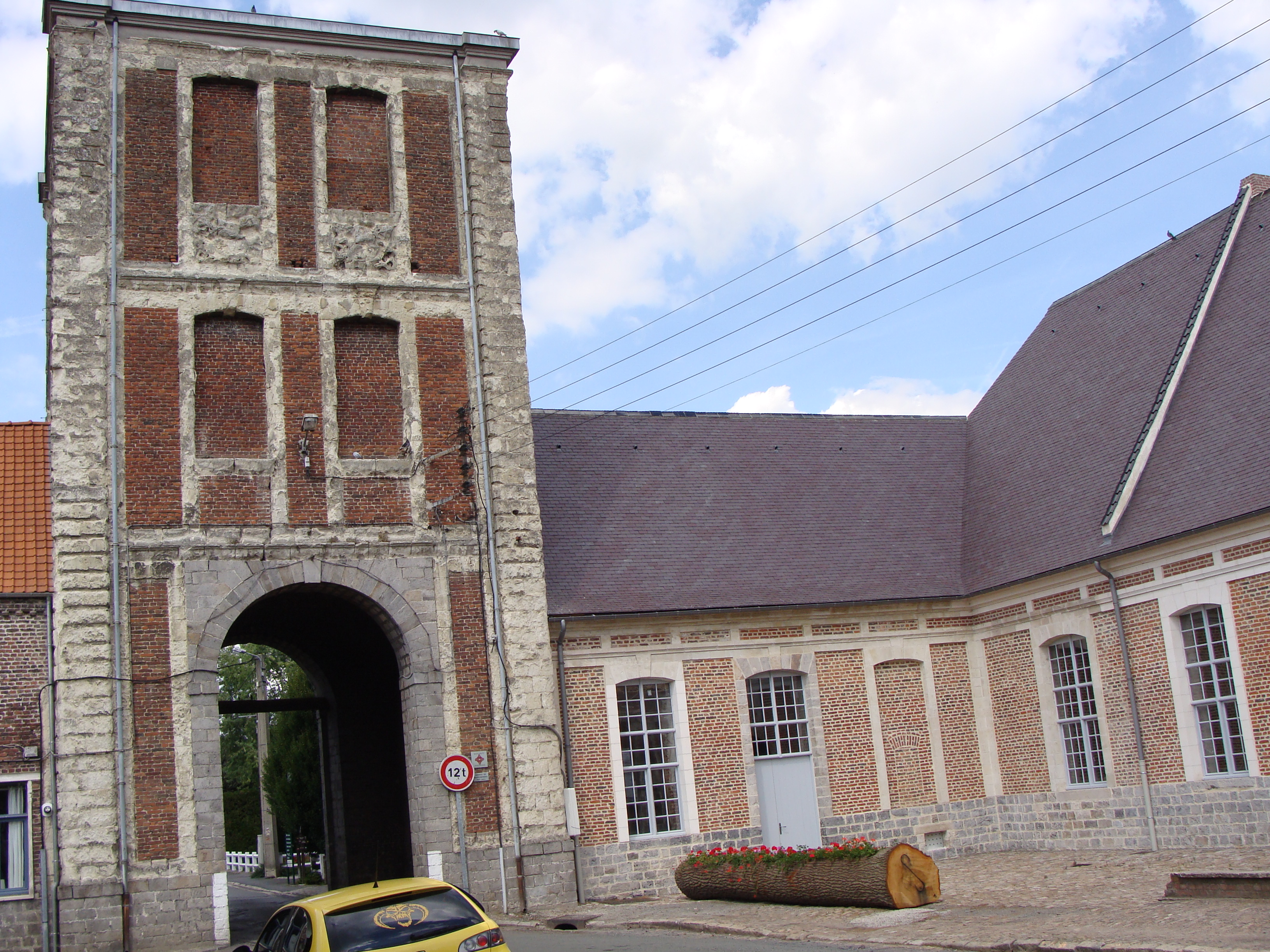
Colombier à Marchiennes faisant office de porte d'entrée de l'ancienne abbaye et accolé à l'ancienne brasserie Dufour (Nord)..
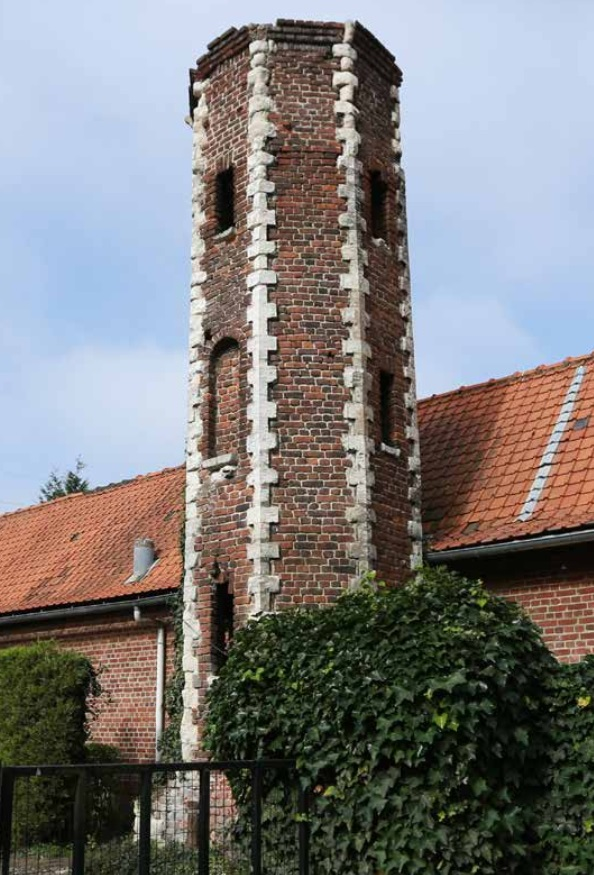
Le pigeonnier du Haut Vinage à Wasquehal (Nord)..
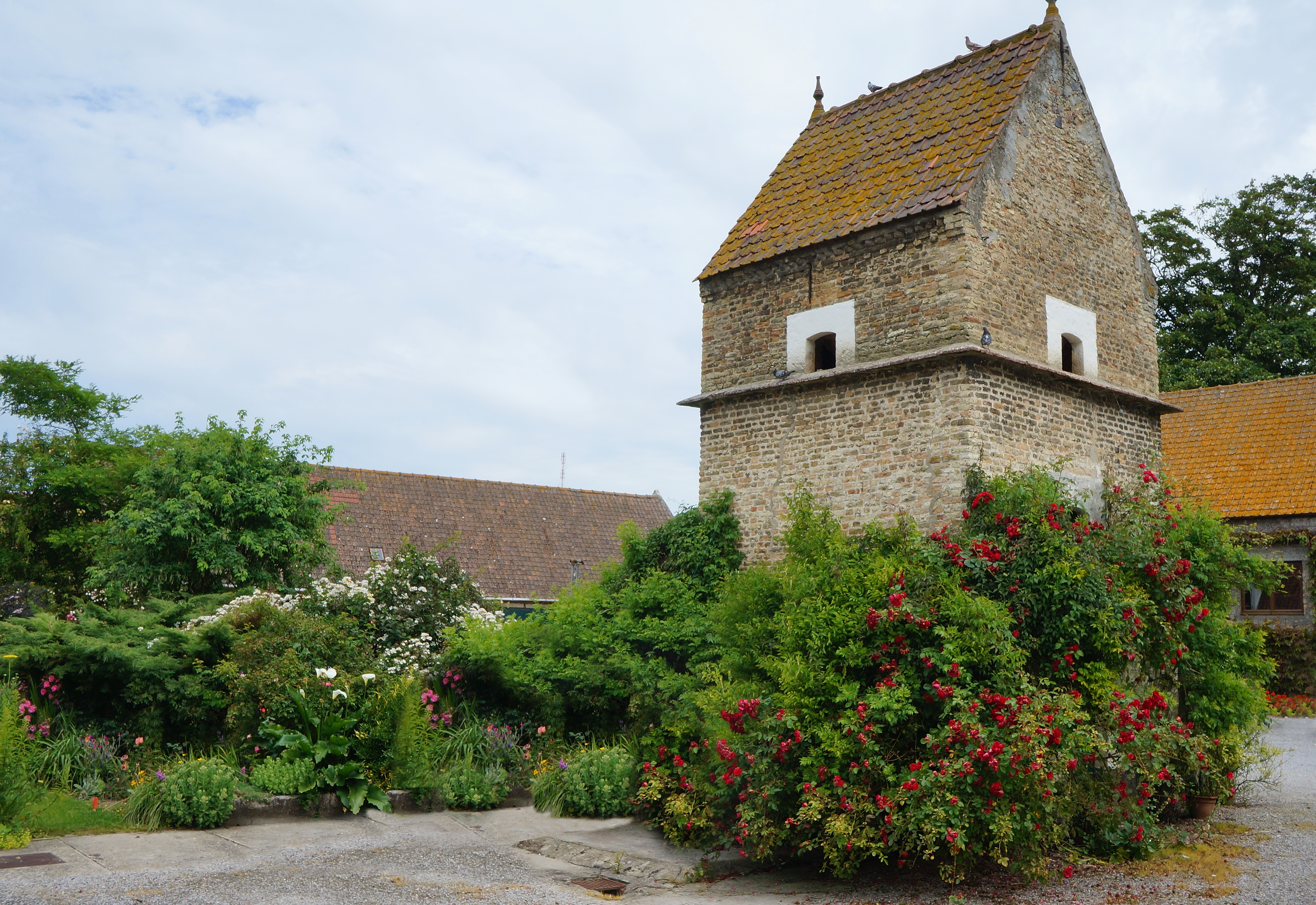
Pigeonnier de La Grand'maison, Escalles (Pas-de-Calais)..
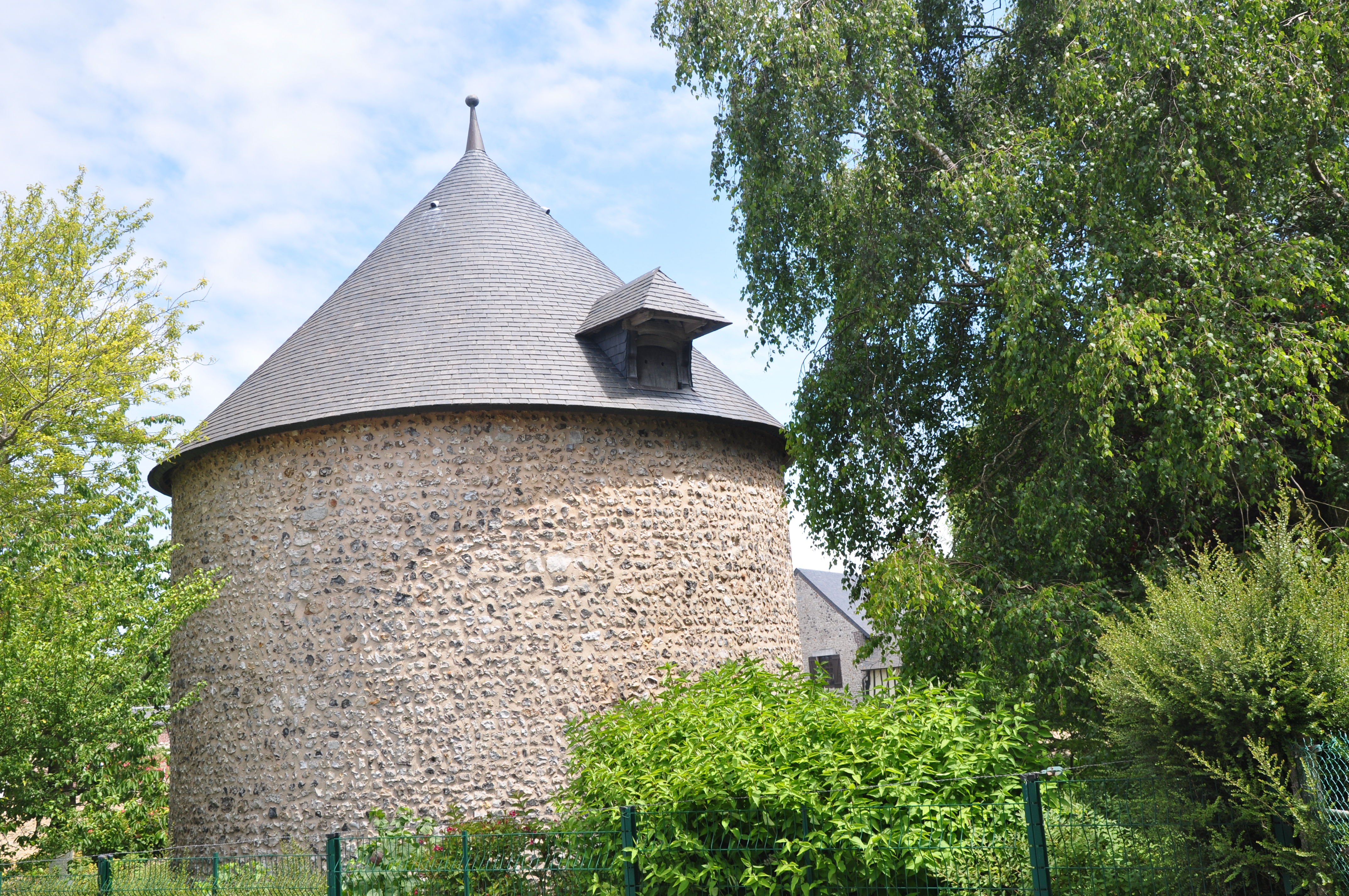
Colombier à Heuqueville (Seine-Maritime)..
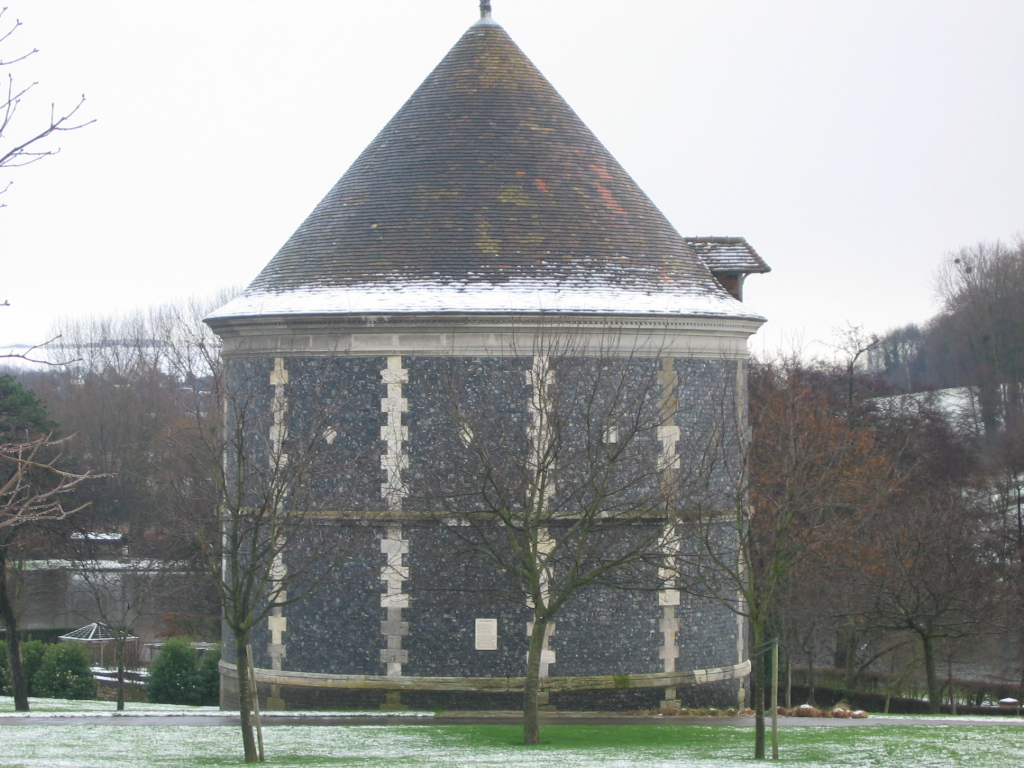
Colombier de Rouelles (Seine-Maritime)..
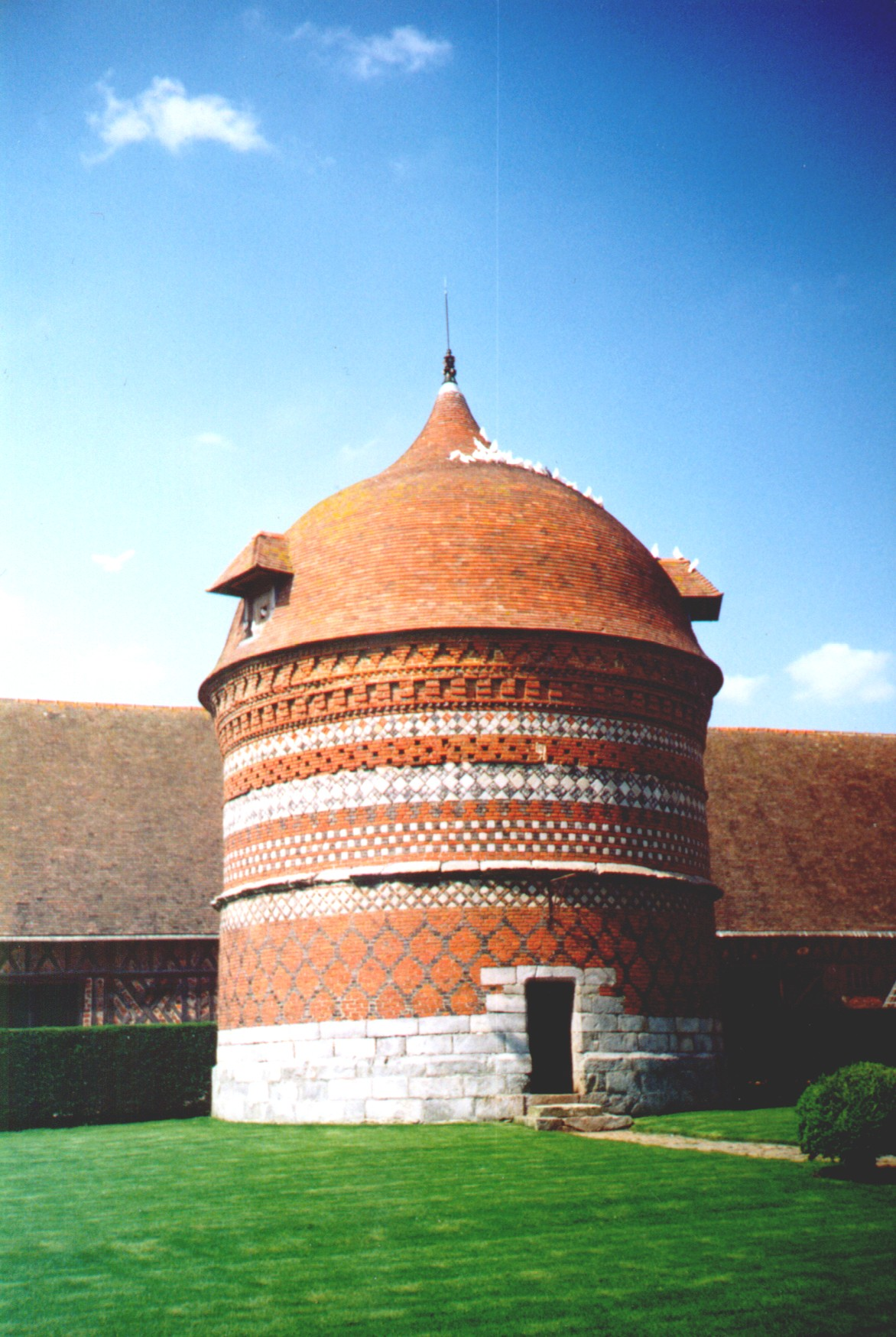
Fuie du Manoir d'Ango (Seine-Maritime).
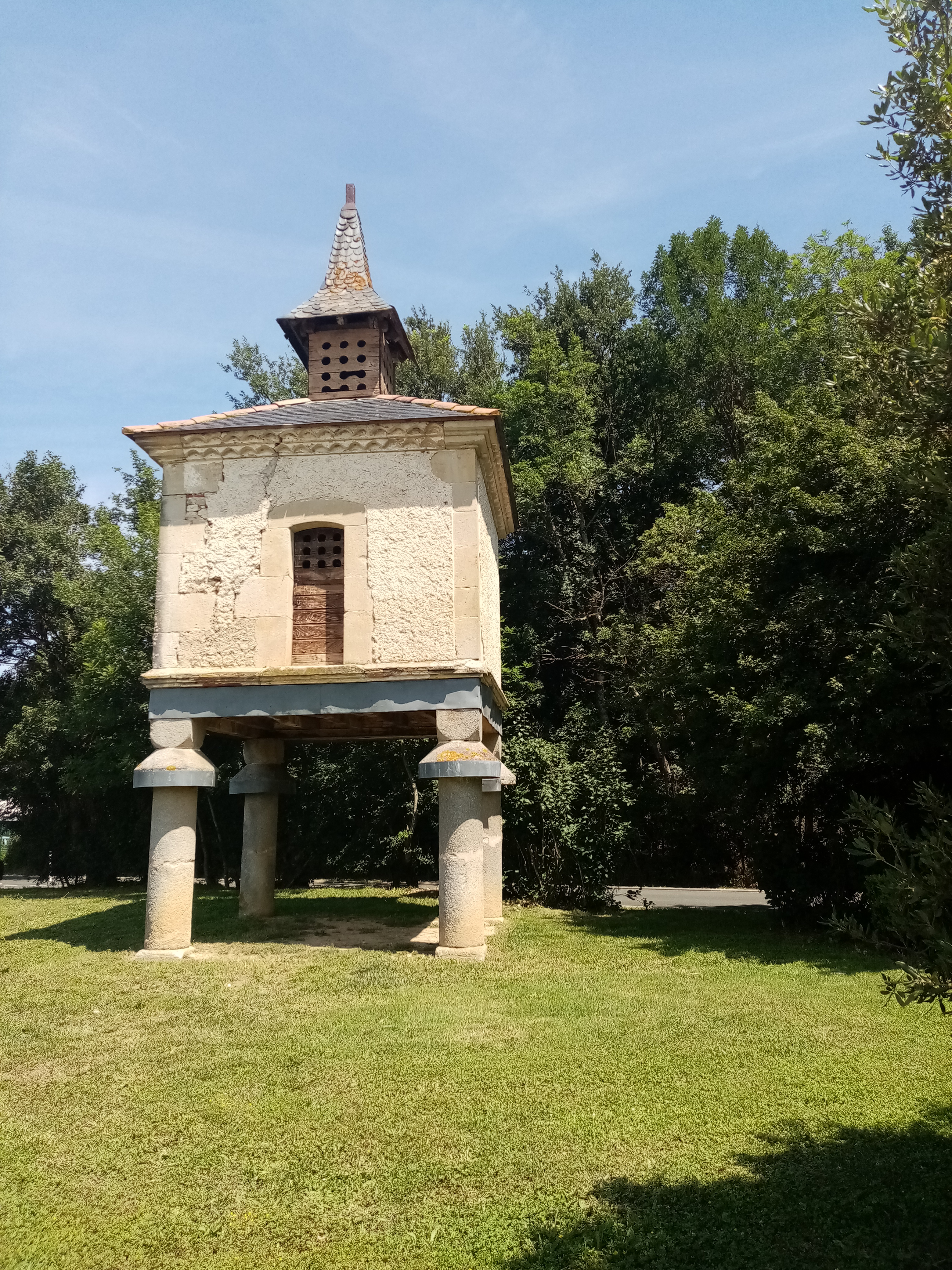
Pigeonnier à Castres (Tarn)..
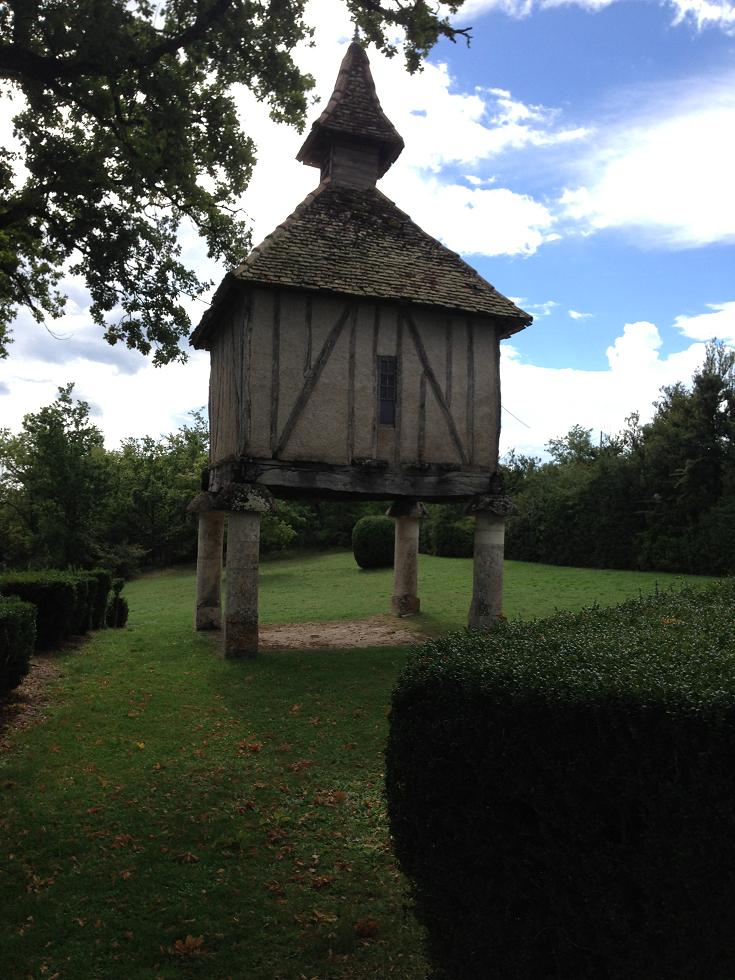
Colombier près de Lauzerte (Tarn-et-Garonne).
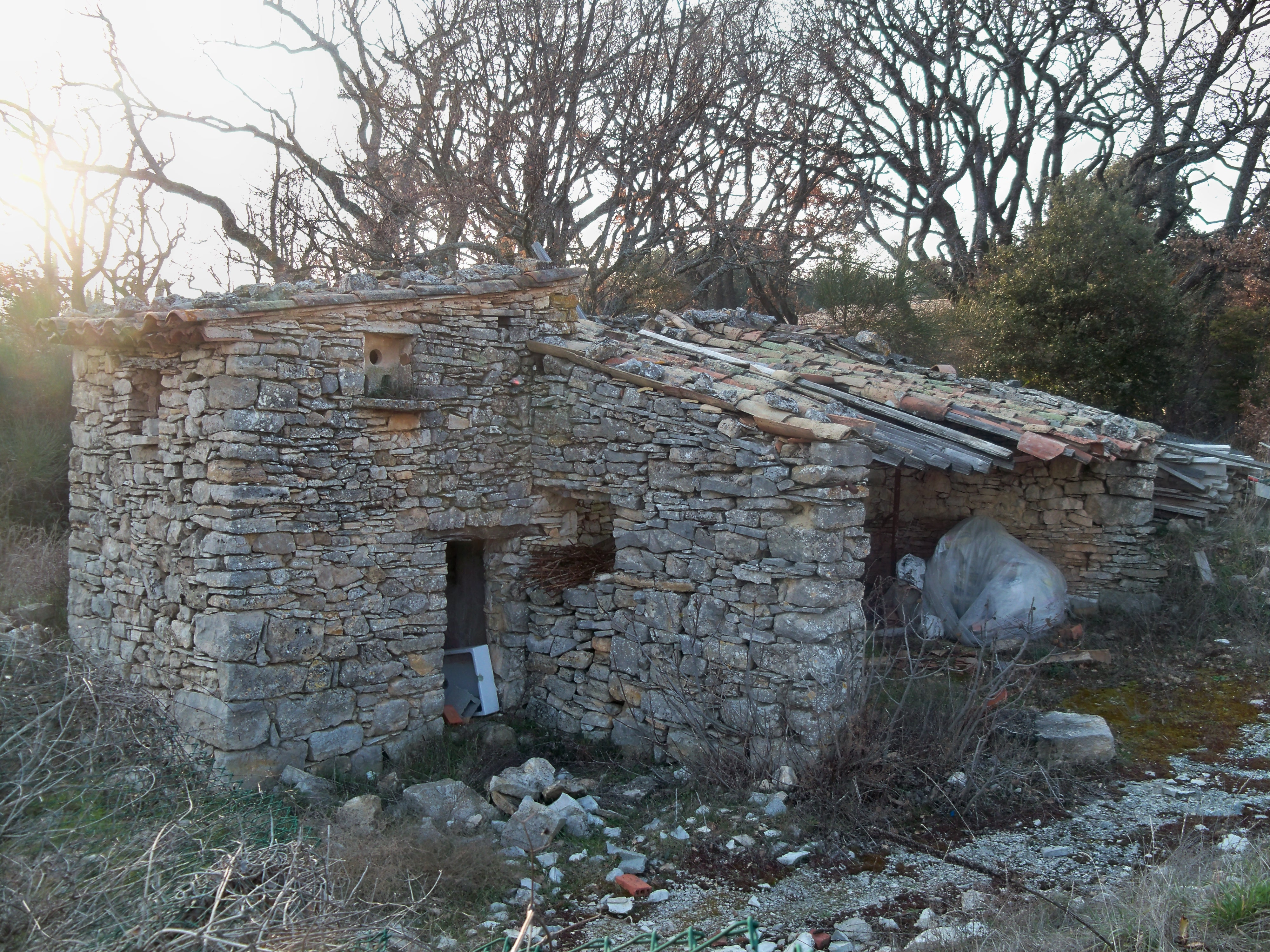
Pigeonnier à Apt, établi dans un cabanon en pierre sèche de la fin du XVIIIe siècle (Vaucluse)..
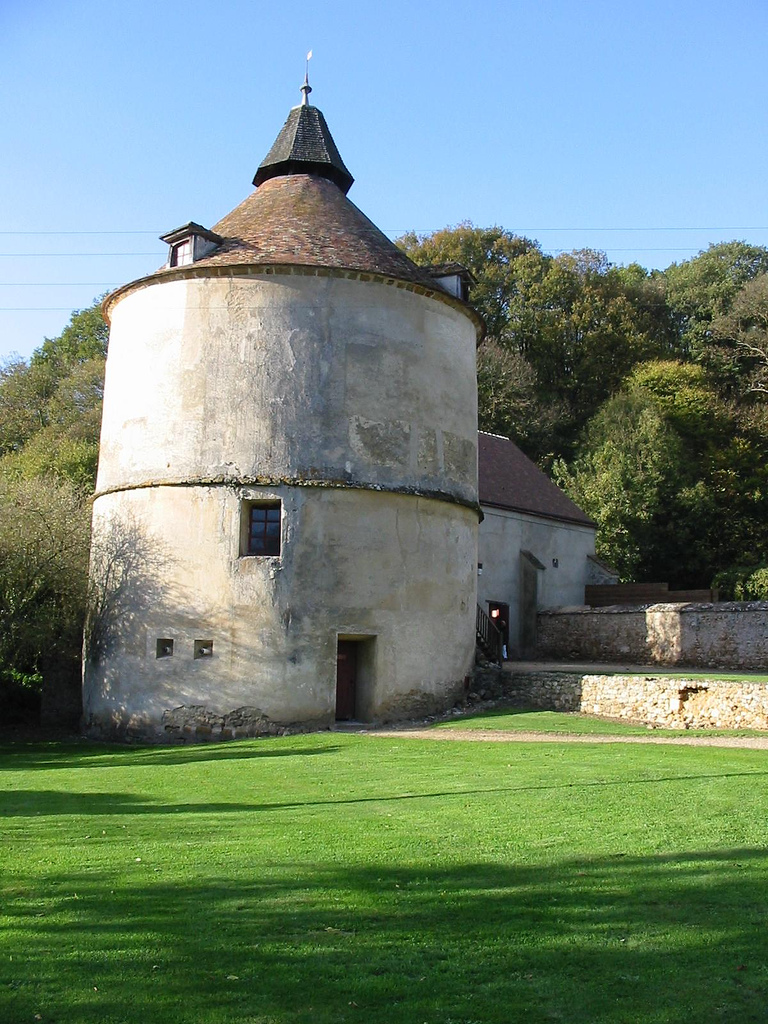
Colombier de Port-Royal des Champs (Yvelines)..

| Département | Commune             | Lieu-dit          | Commentaire                                                             |
| ----------- | ------------------- | ----------------- | ----------------------------------------------------------------------- |
| Lot         | Alvignac            |                   | Pigeonnier en pan de bois, en surélévation d'un des bâtiments du logis. |
| Lot         | Assier              | Château d'Assier. | Pigeonnier classé. Date du XVI° siècle. Compte 2 300 boulins.           |
| Lot         | Beauregard          |                   | Pigeonnier avec toit en lauze                                           |
| Lot         | Cajarc              | Mas de Lagarrigue |                                                                         |
| Lot         | Cajarc              | Lacaunhe          |                                                                         |
| Lot         | Cardaillac          | Pissessaume       | Pigeonnier carré. Compte 43 boulins.                                    |
| Lot         | Faycelles           |                   | Toit cônique                                                            |
| Lot         | Figeac              | Manoir d'Etempes  |                                                                         |
| Lot         | Fons                | Carbes            | Pigeonnier classé.                                                      |
| Lot         | Fons                | les Escaris       |                                                                         |
| Lot         | Fontanes            |                   | Pigeonnier carré                                                        |
| Lot         | Fontanes            | Castelas          | Pigeonnier sur pilotis                                                  |
| Lot         | Fontanes            | l'ïle basse       |                                                                         |
| Lot         | Gourdon             | Labio             |                                                                         |
| Lot         | Lacapelle Marival   |                   | Pigeonnier intégré à la maison.                                         |
| Lot         | Larroque-Toirac     |                   | Pigeonnier sur pilotis, avec chapiteaux sculptés                        |
| Lot         | Lalbenque           |                   |                                                                         |
| Lot         | Lavergne            |                   | Pigeonnier du XV° tout en longueur, reposant sur 2 pilliers             |
| Lot         | Limogne             | Mas de Couderc    |                                                                         |
| Lot         | Limogne             | Mas d'Estripeau   |                                                                         |
| Lot         | Montbrun            | Mas de Doucet     | Pigeonnier intégré à la maison                                          |
| Lot         | Montdoumerc         |                   | Pigeonnier rectangulaire                                                |
| Lot         | Montdoumerc         | Le Fraysse        | Pigeonnier sur pilotis                                                  |
| Lot         | Mordesson           |                   | Pigeonnier reposant sur 4 arches                                        |
| Lot         | Rocamadour          | Laguille          |                                                                         |
| Lot         | Saillac             |                   |                                                                         |
| Lot         | Saint Cirq Lapopie  | Bancourel         |                                                                         |
| Lot         | Saint Pierre Toyrac |                   | Pigeonnier avec lanterneau.                                             |
| Lot         | Vaylats             |                   | Pigeonnier intégré à la maison                                          |

### Ailleurs, dans le monde

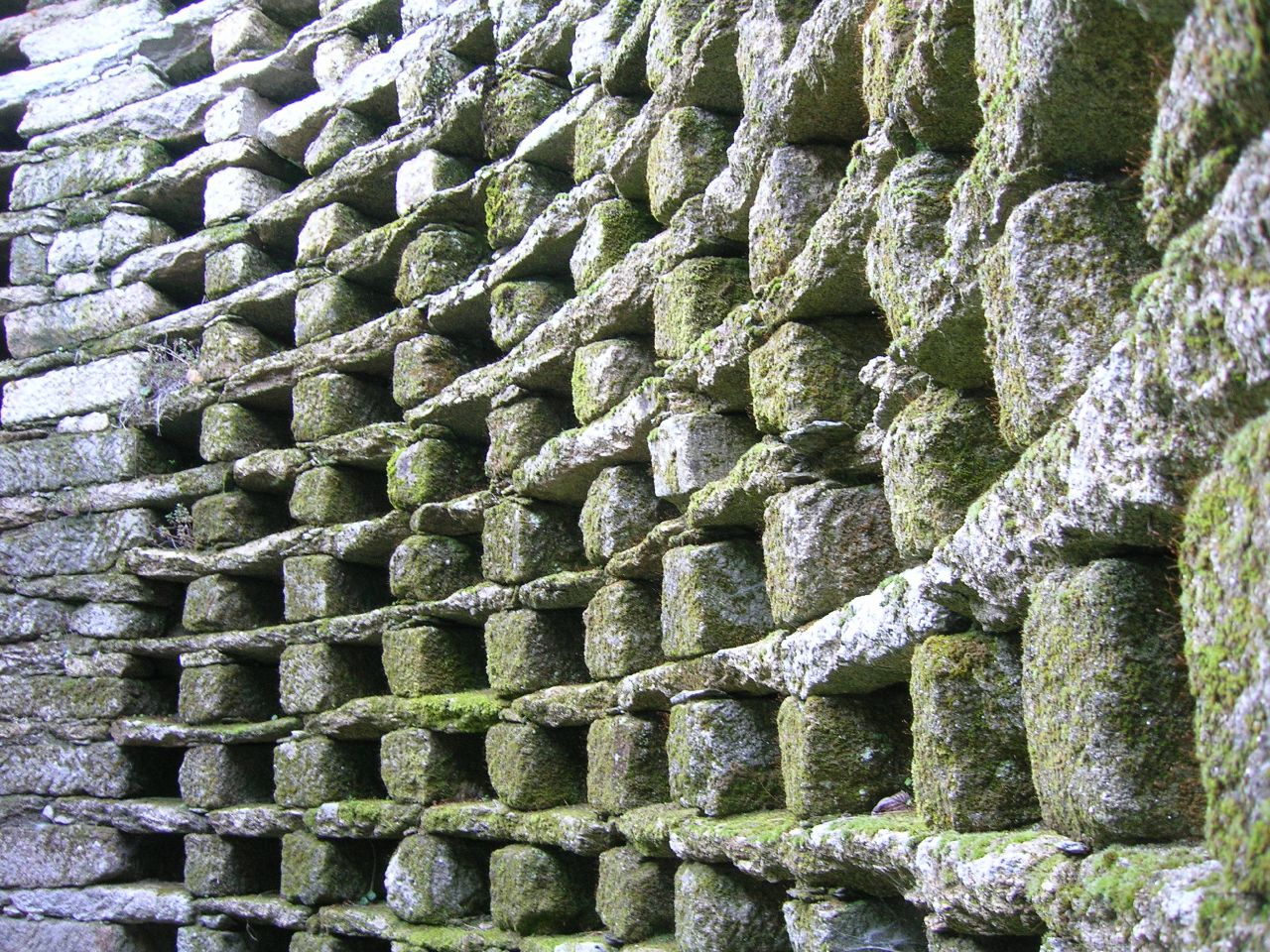
Pigeonnier en pierre sèche à Melón (Espagne, Galice)..
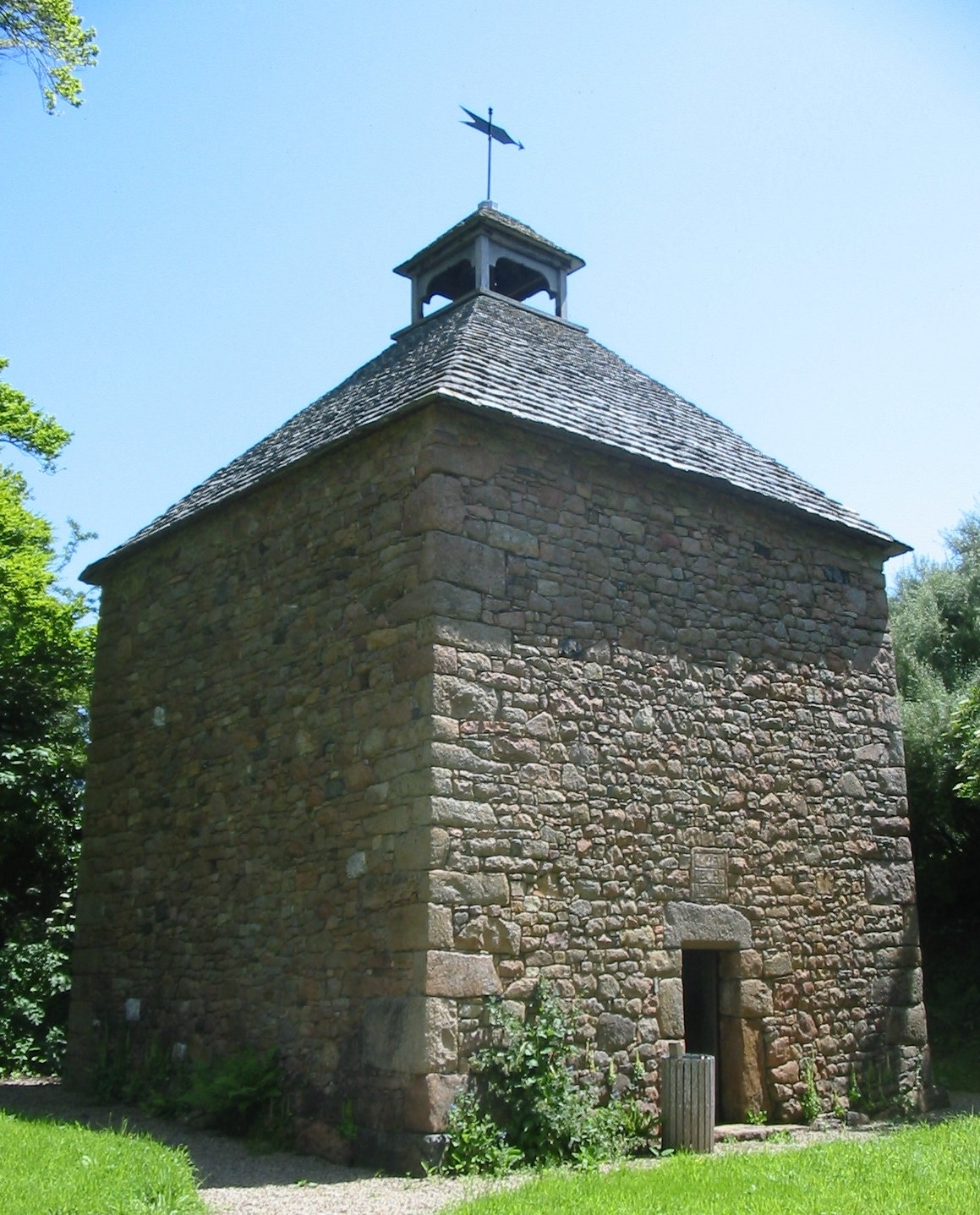
Colombier à Jersey.
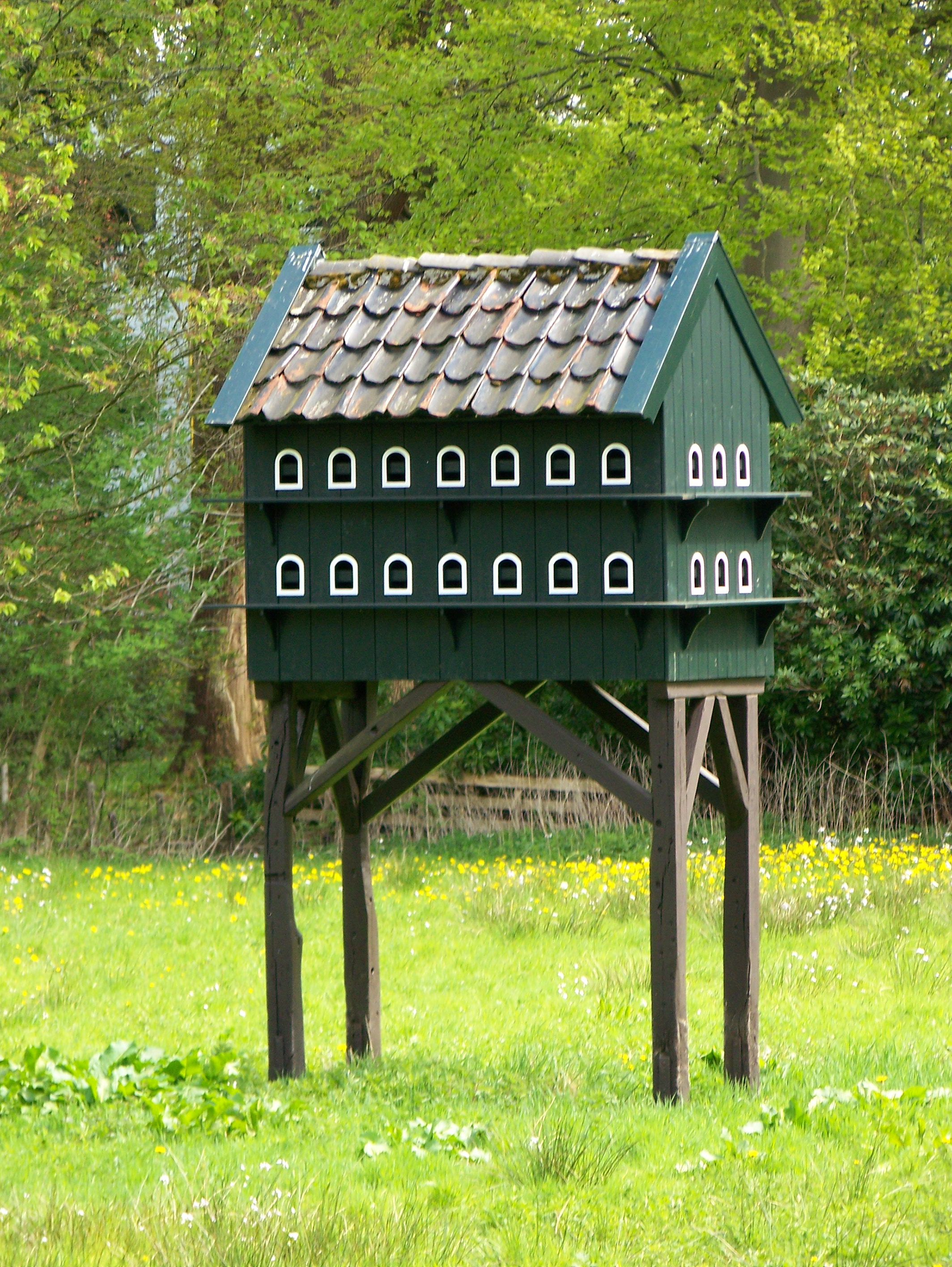
Colombier en bois à Assen (Pays-Bas)..
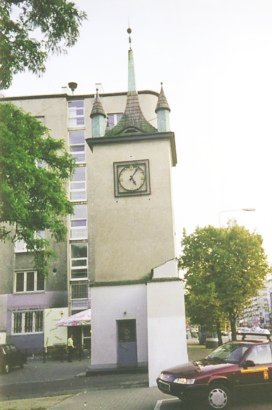
Pigeonnier à Mokotów (Pologne).